# Streitkräfte der Islamischen Republik Iran
Die Streitkräfte der Islamischen Republik Iran bestehen aus der regulären Armee Irans, der Artesch, und dem Korps der Islamischen Revolutionsgarde (den Pasdaran bzw. Sepah) der sogenannten Islamischen Republik.

## Überblick

Wappen des Stabschefs der Iranischen Armee

Das iranische Militär ist durch die seit 1979 mit unterschiedlicher Stärke bestehenden Ausfuhrverbote von Militärmaterial durch verschiedenen Staaten sowie durch die bis heute nachwirkenden Verluste von Großwaffen im Ersten Golfkrieg beeinträchtigt. Das betrifft insbesondere Waffensysteme von Luftwaffe und Marine. Bei den bodengebundenen Waffensystemen sind die Verluste zumindest zahlenmäßig ausgeglichen. Allerdings gelten viele Waffen als überaltert und in einem technisch schlechten Zustand. Die Mannschaftsstärke ist US-Schätzungen zufolge nach einem Stand von 545.000 Soldaten im Jahr 2008 auf 523.000 im Jahr 2018, zuzüglich rund 250.000 Reservisten gesunken.
Ein Großteil der heute vorhandenen Waffensysteme stammt aus US-Waffenhilfen in der Zeitspanne von 1945 bis 1979 sowie in neuerer Zeit aus Waffengeschäften mit Russland und der Volksrepublik China. Für das Jahr 2023 gibt das Sipri die Rüstungsausgaben mit 10,3 Mrd. US-Dollar an. Das entspricht 2,1 % des Bruttoinlandsprodukts.

## Auftrag

### Ausrichtung
Die Streitkräfte des heutigen Iran haben die Aufgabe, die territoriale Integrität des Staates Iran zu gewährleisten und zu verteidigen. Neben der klassischen Landesverteidigung erfüllen die Basidsch-e Mostaz'afin und die Islamische Revolutionsgarde auch eine innenpolitische Rolle, die Sicherung der Staatsform und -regierung sowie der geistlichen Führungselite.

### Strategie und Einsatzdoktrin

#### Ideologische Ausrichtung
Die Islamische Revolution von 1979 bildet eine Zäsur in der ideologischen Ausrichtung der iranischen Streitkräfte. Iran versteht sich gemäß seiner theokratischen Staatsform als das einzige Land, in dem ein auf den Islam ausgerichtetes religiöses und staatliches Gemeinwesen vollständig verwirklicht wurde und wird. Damit steht Iran in seiner Selbstwahrnehmung im Gegensatz – wenn nicht gar in Opposition – zu allen anderen Staaten der Welt, die entweder nicht-islamisch sind oder in deren politischer und gesellschaftlicher Struktur nach iranischer Einschätzung dem Islam keine angemessene und maßgebliche Rolle zukommen lassen. Die Streitkräfte haben damit unter anderem auch die Aufgabe, die besondere Staatsform Irans zu verteidigen. In den Jahren unmittelbar nach der Islamischen Revolution spielte der Export der Revolution vor allem für die Pasdaran und die von Iran unterstützten paramilitärischen Kräfte in der Region eine wichtige Rolle. Dieser Ansatz ist inzwischen aber weitgehend von der Realpolitik verdrängt worden.
Eine Konstante der iranischen Außenpolitik bleibt die Feindschaft zu Israel, dessen Vernichtung seit der Islamischen Revolution zwar mit schwankendem Nachdruck, aber dennoch ständig propagiert wurde. Die offizielle iranische Politik sieht Israel als widerrechtlich errichtetes „zionistisches Regime“ an.

#### Geopolitische Ausrichtung
Auf geopolitischer Ebene war der Irak nach dem Zerfall der Sowjetunion der einzige verbliebene potenzielle Gegner Irans, auf den sich die meisten Verteidigungs-Planspiele bezogen. Nach dem Dritten Golfkrieg verschwand dieses Feindbild weitgehend. An seine Stelle trat die militärische Präsenz der USA im Irak und in Afghanistan, die Iran als Bedrohung ansieht. Des Weiteren sieht sich Iran von US-amerikanischen Luftwaffenbasen in den iranischen Nachbarstaaten eingekesselt. Bei einem möglichen Angriff der USA wäre die Luftüberlegenheit Irans, bedingt durch die schlechte Ausrüstung der iranischen Luftwaffe, nicht gegeben.
In diesem Zusammenhang erhält auch der alte Ansatz der Verteidigung des Islams eine neue Bedeutung. Die USA werden als Gegner der islamischen Welt insgesamt wahrgenommen. Ähnlich ist das iranische Israel-Bild geprägt. Beiden Staaten wird vorgeworfen, dass sie eine Fremdherrschaft über die islamische Welt errichten wollen. Die Islamische Republik Iran sieht sich als Verteidiger und Befreier der islamischen Staatengemeinschaft, notfalls auch mit militärischen Mitteln.
Von zentraler geopolitischer Bedeutung für Iran ist der Persische Golf. Neben den klassischen Strategieproblemen, welche durch die lange Küstenlinie Irans bedingt sind, ist der Persische Golf für den vom Erdöl-Export-abhängigen Staat die wichtigste Wasserstraße für den Erdöltransport. Eine mögliche Kontrolle über ihn ist eines der bedeutendsten strategischen Ziele Irans.
In den zurückliegenden Jahren wurden die Bürger- und Stellvertreterkriege in Syrien und im Jemen zu wichtigen Plattformen für die militärische Einflussnahme Irans, sowohl durch die Unterstützung von Kriegsparteien als auch durch den Einsatz iranischer Truppen.

#### Operative Ausrichtung
Im Krieg gegen den Irak setzte Iran in erster Linie auf die mengenmäßige Überlegenheit und die hohe Motivation durch religiösen Eifer seiner materiell schlecht ausgestatteten Truppen. Wohl vor allem als Konsequenz der katastrophalen eigenen Verluste durch dieses Vorgehen wird seit Ende der 1980er Jahre größerer Wert auf eine bessere technische Ausrüstung und intensivere Ausbildung der Truppen gelegt. Dieser Wandel drückt sich vor allem in der Entwicklung der Iranische Revolutionsgarde von einer wenig strukturierten, revolutionär begeisterten Miliz hin zu einer traditionellen Militärorganisation mit qualitativ überdurchschnittlicher Bewaffnung aus. Das Element einer Massenarmee scheint auf Dauer nur in den Basidsch vorhanden zu bleiben, während Armee und Revolutionsgarde zumindest den Anspruch erheben, zu modernen, hoch technisierten Truppen zu werden. Die Handelssanktionen vieler Staaten gegen Iran machen es allerdings schwer, diesen Anspruch zu verwirklichen.
Die Möglichkeiten zur Projektion militärischer Macht über weite Entfernungen bleiben wegen fehlender Luft- und Seetransportfähigkeiten begrenzt, so dass Iran auf Operationen innerhalb der eigenen Grenzen und im grenznahen Raum beschränkt ist. Dabei spielen mögliche Operationen im Persischen Golf eine besondere Rolle. Zur unmittelbaren Projektion militärischer Stärke über weite Distanzen stehen Iran lediglich sein Raketenarsenal, die auf exterritoriale Einsätze ausgerichtete al-Quds-Einheit der Pasdaran sowie weitere exterritorial eingesetzte Truppen im syrischen Bürgerkrieg zur Verfügung. Aufgrund der materiellen Unterlegenheit gegenüber anderen Akteuren in der Region hat seit den frühen 2000er Jahren sein Potenzial zur Asymmetrischen Kriegführung ausgebaut, insbesondere durch die Unterstützung irregulärer Kämpfer, beispielsweise in Palästina, Syrien und Jemen. Zu den von Iran finanziell, mit Ausrüstung, Informationen und Beratung unterstützten militärischen oder militanten Gruppen zählen die Streitkräfte Syriens, die libanesische Hisbollah (nach US-Schätzungen mit rund 700 Millionen US-Dollar im Jahr), die palästinensische Hamas, Islamischer Dschihad in Palästina, die Taliban in Afghanistan, Kata’ib Hizballah und weitere schiitische Gruppen im Irak, die bahrainische Al-Ashtar-Brigaden und die jemenitischen Huthi. Die US-Regierung geht davon aus, dass Iran in großem Umfang Kämpfer im Irak ausgebildet und mit Waffen versorgt hat, die gegen dort stationierte US-Truppen sowie Einheiten der irakischen Regierung vorgehen.
Die wenigen bekannten iranischen Quellen lassen darauf schließen, dass diese beiden Möglichkeiten im Fall eines US-Angriffes gemeinsam mit einer Guerilla-Taktik im eigenen Land eine entscheidende Rolle spielen sollen. Demnach würde Iran mit einer Ausweitung des Kampfgebiets reagieren, was Raketenangriffe, möglicherweise mit B- und C-Waffen, auf US- und israelische Ziele, sowie eine Aktivierung irregulärer und terroristischer Verbündeter vor allem im Nahen Osten bedeuten würde.

## Dienstgrade und Rangabzeichen
Die Dienstgradstrukturen der Armee und der Revolutionsgarde entsprechen weitgehend der klassischen europäischen Rangordnung. Auch die Rangabzeichen ähneln stark westlichen Vorbildern, wobei sie auf Ornamente der islamischen Kunst zurückgreifen.

## Organisation und Ausrüstung

### Führung
Der militärische Oberbefehl liegt beim Führer (oder Revolutionsführer). Er besitzt die Vollmacht, Krieg und Frieden zu erklären sowie den Generalstabschef und die Befehlshaber der Teilstreitkräfte zu berufen oder zu entlassen.
Oberstes sicherheitspolitisches Gremium ist der Nationale Sicherheitsrat. Dieser Rat arbeitet die Sicherheitspolitik und Militärstrategie im Rahmen der Vorgaben des Revolutionsführers aus, befasst sich aber auch mit allen anderen Politikfeldern, die mittelbar oder unmittelbar mit Verteidigung und innerer Sicherheit zu tun haben. Der Revolutionsführer ist darüber hinaus das zuständige Kontrollorgan des Nationalen Sicherheitsrats.
Das iranische Geheimdienst- und Sicherheitsministerium ist für die regulären Streitkräfte und seit einer grundlegenden Reform 1989 auch für die Pasdaran zuständig. Sein Aufgabenbereich beschränkt sich auf die Verwaltung der Streitkräfte. Es hat 15.000 zivile Angestellte. Strategische Entscheidungen liegen beim Nationalen Sicherheitsrat, operative Entscheidungen werden vom Generalstabschef und den nachgeordneten militärischen Befehlshabern getroffen.
Der Generalstab setzt sich aus den Kommandeuren der Teilstreitkräfte sowie der Pasdaran, der nationalen Polizei und der Gendarmerie zusammen. Das Gremium ist nach dem Vorbild der Generalstäbe in NATO-Ländern aufgebaut, verfügt aber auch über eine politisch-ideologische Abteilung.

### Islamische Revolutionsgarde
Die Pasdaran oder Islamische Revolutionsgarde (persisch سپاه پاسداران انقلاب اسلامی – Sepah Pasdaran Enghaleb Islam-e) wurde von Ruhollah Chomeini am 5. Mai 1979 gegründet, um eine Vielzahl von paramilitärischen Gruppen zu einer der Regierung gegenüber loyalen Streitmacht zusammenzufassen. Zunächst wurden sie vor allem im Land zur Durchsetzung des neuen Systems verwendet. Sie sollten ein der Revolution treu ergebenes Gegengewicht zum regulären Militär darstellen. Inzwischen haben sich die Pasdaran zu einem militärischen Verband entwickelt, der über die drei klassischen Teilstreitkräfte und eine traditionelle militärische Kommandostruktur verfügt. Außerdem nimmt die Revolutionsgarde Geheimdienstaufgaben innerhalb und außerhalb Irans wahr und verfügt über beträchtlichen politischen Einfluss.
Die Truppenstärke der Pasdaran wird vom US-Militär heute auf 150.000 Mann geschätzt, darunter auch Wehrpflichtige. Vermutlich verfügt die Garde über 21 Infanterie- und drei Pionier-Divisionen sowie über 15 eigenständige Infanterie-Brigaden, 21 Flugabwehr-Brigaden, insgesamt 42 gepanzerte, Artillerie- und ABC-Abwehrbrigaden sowie über mehrere Spezial-Einsatzgruppen. Die Größe der „Divisionen“ entspricht dabei jedoch eher Bataillonen. Geführt wurden die Revolutionsgarden seit dem 1. September 2007 von Generalmajor Mohammad Ali Dschafari. Seit April 2019 war Hussein Salami Kommandeur der Revolutionsgarde.
Ihr Marine-Zweig, der rund 20.000 Mann umfasst, ist vor allem mit kleinen, wendigen, zum Teil nur mit Maschinengewehren und von der Besatzung mitgeführten Panzerfäusten bewaffneten Booten ausgerüstet, die eine „Guerilla-Taktik“ im Persischen Golf ermöglichen. In dieser Abteilung ist auch die gesamte iranische Marineinfanterie von rund 5000 Mann enthalten. Ihr Schiffsarsenal umfasst rund 40 leichte Patrouillenboote und seit 2002 zehn chinesische Raketenschnellboote der Houdong-Klasse mit rund 800 Raketen des Typs C-801. Darüber hinaus betreiben die Pasdaran schätzungsweise fünf bis sieben Abschusseinrichtungen für Seezielraketen an der Golfküste. Angeblich sind diese zum Teil mit verbesserten Versionen der C-802 bestückt, die unter der Bezeichnung Noor (Licht) firmieren. Die Ukraine hat zudem Anfang der 1990er Jahre Iran acht Anti-Schiffsraketen vom Typ SS-N-22 Sunburn geliefert. 2002 begann auch der Erwerb chinesischer Hochgeschwindigkeits-Raketenkatamarane.
Im Jahr 2003 erwarb die Luftwaffe der Pasdaran rund zehn Su-25 Frogfoot zum Teil aus dem ausgelagerten oder erbeuteten Bestand der irakischen Luftwaffe (siehe unten), zum Teil aus unbekannten Quellen. Darüber hinaus befinden sich rund zehn Erdkampfflugzeuge des Typs Embraer Super Tucano/ALX, bis zu 45 Pilatus PC-7-Ausbildungsflugzeuge und 20 Hubschrauber des Typs Mi-17 in ihrem Arsenal. Als Transportflugzeuge stehen 20 Yunshuji-12 und Dassault Falcon 20 sowie 15 Iljuschin Il-76 aus irakischen Beständen und zwölf Antonow An-74 zur Verfügung. Auch die iranischen Raketen des Typs Shahab 3 unterstehen den Pasdaran.
Es gilt als gesichert, dass der Verband mehrfach gegen inneriranische bewaffnete Oppositionsbewegungen eingesetzt wurde. Der Verband unterstützte und unterstützt verschiedene Untergrundbewegungen in anderen Staaten der Golfregion. Wichtigstes Werkzeug dieser verdeckten Operationen und klassischen geheimdienstlichen Einsatzprofile ist die sogenannte Al-Quds-Einheit, benannt nach dem arabischen Namen für Jerusalem. Diese Truppe ist vermutlich rund 5000 Mann stark und in verschiedene Einheiten aufgeteilt, denen jeweils eine Region des Nahen Ostens und Nordafrikas zugeteilt ist. Es kann davon ausgegangen werden, dass in vielen iranischen Botschaften Verbindungsleute der Quds-Einheit stationiert sind. Eine Ausbildungseinrichtung befindet sich möglicherweise auf dem Campus der Imam Ali Universität in Teheran, weitere an geheimen Orten in Iran sowie im Libanon und im Sudan. Anfang 2007 gab der iranische Nationale Sicherheitsrat bekannt, dass die Stärke der Quds-Einheit auf 15.000 Mann erhöht werden soll.
Darüber hinaus unterstehen die paramilitärischen Einheiten, die Basitsch, seit 1980 den Pasdaran. Ihre Größe wurde 1985 mit drei Millionen Mitgliedern angegeben. Jüngere Schätzungen gehen von 400.000 Mitgliedern aus, davon rund 90.000 im aktiven Dienst und 300.000 mit Reservestatus. Wahrscheinlich ist bei einem längeren Mobilisierungszeitraum eine Truppenstärke von rund einer Million Mann erreichbar. Die Basitsch sollen in rund 740 regionale Bataillone gegliedert sein. Die seit 1993 aufgestellten Aschura-Einheiten innerhalb der Basitsch sind speziell auf die Niederschlagung von Unruhen und Aufständen im Inland ausgerichtet. Sie sollen rund 17.000 Männer und Frauen umfassen.
Angeblich stellt die Islamische Revolutionsgarde in jüngster Zeit auch Einheiten mit weiblichen Mitgliedern auf. US-Quellen wollen in Erfahrung gebracht haben, dass Pasdaran- sowie Basitsch-Einheiten seit dem Dritten Golfkrieg verstärkt Guerilla- und Stay-behind-Operationen trainieren.
Die Pasdaran stellen auch politisch einen erheblichen Machtfaktor in Iran dar. So waren zum Beispiel im Kabinett von Präsident Mahmūd Ahmadī-Nežād (dem sechsten Präsidenten der Islamischen Republik Iran) 13 der 21 Minister ehemalige Kommandanten der Revolutionsgarde, dazu gehört auch das Geheimdienstministerium. Er selbst erreichte den Rang eines Kommandanten. Zahlreiche hohe Offiziere sind verwandtschaftlich mit Angehörigen der hohen islamischen Geistlichkeit verbunden. Zudem kontrollieren die Pasdaran zahlreiche Unternehmen mit erheblicher wirtschaftlicher Bedeutung.

### Paramilitärische Polizeieinheiten
Dem iranischen Innenministerium sind schätzungsweise 45.000 bis 60.000 Mann in Polizei- und Grenzschutzeinheiten unterstellt, die auch paramilitärische Aufgaben übernehmen können. Sie verfügen über leichte Geländefahrzeuge, Patrouillenflugzeuge sowie über rund 90 Küsten- und 40 Hafenschutzboote. US-Schätzungen gehen für das Jahr 2017 von 40.000 Mitgliedern paramilitärischer Einheiten aus.

### Heer
Das Heer wird von US-Militärexperten auf 350.000 Mann geschätzt, 220.000 davon Wehrpflichtige (Stand 2018). Es verfügt über drei Hauptquartiere in Teheran, Isfahan und Schiras. Die Gliederung ist nicht vollkommen klar, umfasst aber vermutlich vier Korps, die wiederum aus vier gepanzerten und vier Infanterie-Divisionen (von denen die 28. und die 84. auch als mechanisiert gelten können), vier unabhängige Infanterie-Brigaden, drei unabhängigen gepanzerten Brigaden, sieben Artillerieregimentern, zwei Kommando-Divisionen, vier Spezialeinheiten-Brigaden und einer Luftlande-Brigade bestehen. Dazu kommen mehrere nicht genau zugeordnete Einheiten von Brigadestärke. Die 23. Spezialeinheiten-Division ist vermutlich die kampfstärkste Einheit des Heeres. Sie gliedert sich in vier Brigaden auf und umfasst schätzungsweise 5000 Soldaten, unter denen sich keine Wehrpflichtigen befinden. Lediglich eine gepanzerte Division, die 92., entspricht modernen Vorstellungen von einer solchen Einheit. Insgesamt sind die iranischen Heeresverbände sehr uneinheitlich organisiert. Es gibt Brigaden, die von ihrer Größe und Ausrüstung eigentlich eher als Divisionen anzusehen sind, Verbände mit erheblicher Unterbesetzung, sowie beträchtliche Unterschiede zwischen den Größen nominell gleichrangiger Verbände. Die Spezialeinheiten werden auch unter dem Begriff Takavaran zusammengefasst.
US-Schätzungen zufolge verfügte Iran im Jahr 2018 über 1513 Kampfpanzer, 725 Schützenpanzer, 640 Mannschaftstransportwagen, 2030 Stück gezogene Artillerie, 292 Selbstfahrlafetten und 1476 Mehrfachraketenwerfer.
| Bild | Modell                                       | Typ                                  | Herkunftsland                        | Anzahl               | Anschaffungsdatum (Jahr)     | Anmerkungen |
| ---- | -------------------------------------------- | ------------------------------------ | ------------------------------------ | -------------------- | ---------------------------- | --- |
|      | Cobra BMT-2                                  | Gepanzerte Mannschaftstransportwagen | Iran                                 |                      | 1997                         | |
|      | Boragh                                       | Gepanzerte Mannschaftstransportwagen | Iran                                 | 140                  | 1997                         | |
|      | Rakhsh                                       | Gepanzerte Mannschaftstransportwagen | Iran                                 |                      |                              | |
|      | Sarir                                        | Gepanzerte Mannschaftstransportwagen | Iran                                 |                      |                              | |
|      | Sayyad                                       | Gepanzerte Mannschaftstransportwagen | Iran                                 |                      |                              | |
|      | M113                                         | Gepanzerte Mannschaftstransportwagen | Vereinigte Staaten                   | 200                  |                              | |
|      | Hoveizeh                                     | Gepanzerte Mannschaftstransportwagen | Iran                                 |                      |                              | |
|      | BTR-50                                       | Gepanzerte Mannschaftstransportwagen | Sowjetunion                          | 150                  | 1966                         | |
|      | BTR-60                                       | Gepanzerte Mannschaftstransportwagen | Sowjetunion                          | 150                  | 1966                         | |
|      | Heidar-5                                     | Minenverlegepanzer                   | Iran                                 |                      | 2017–2019                    | |
|      | Heidar-6                                     | Gepanzerte Mannschaftstransportwagen | Iran                                 |                      | 2017–2019                    | |
|      | Heidar-7                                     | Gepanzerte Mannschaftstransportwagen | Iran                                 |                      | 2017–2019                    | |
|      | YW 531                                       | Gepanzerte Mannschaftstransportwagen | Volksrepublik China                  |                      |                              | |
|      | Toofan                                       | MRAP                                 | Iran                                 |                      | 2018–2019                    | |
|      | Raad                                         | MRAP                                 | Iran                                 |                      | 2019                         | |
|      | Rouintan                                     | Gepanzerter Geländewagen             | Iran                                 |                      | 2019                         | |
|      | Type 86 BMP-1                                | amphibischer Schützenpanzer          | Volksrepublik China Sowjetunion      | 210                  |                              | |
|      | BMP-2                                        | amphibischer Schützenpanzer          | Sowjetunion                          | 400                  | 1991–2001                    | |
|      | FV101 Scorpion Tosan                         | leichter Spähpanzer                  | Vereinigtes Königreich Iran          | 80+                  | 1997                         | Eigenproduktion Tosan auf Basis des Scorpion inbegriffen. |
|      | EE-9 Cascavel                                | leichter Radpanzer                   | Brasilien                            | 35                   |                              | |
|      | Zulfiqar MBT 3 Zulfiqar MBT 2 Zulfiqar MBT 1 | Kampfpanzer                          | Iran                                 | 4(Prototypen)-unklar | 1996–2019                    | Zulfiqar ist der erste iranische Kampfpanzer, benannt nach dem Schwert des Propheten Mohammed.                                                                         |
|      | Chieftain Mobarez                            | Kampfpanzer                          | Vereinigtes Königreich Iran          | ~100                 | 2006–2019                    | Kampfwertgesteigerte Chieftain Kampfpanzer. |
|      | M47M Patton Sabalan Tiam                     | Kampfpanzer                          | Vereinigte Staaten Iran              | ~170                 | 1960er-1970er 2014 2016–2019 | Kampfwertgesteigerte Version des M47M. |
|      | Samsam                                       | Kampfpanzer                          | Vereinigte Staaten Iran              | ~150                 |                              | Kampfwertgesteigerte Version des M60A1. |
|      | T-62 Ch’ŏnma-ho                              | Kampfpanzer                          | Sowjetunion Nordkorea                | 75                   | 1981–1985                    | 200 im Jahre 1981 bestellt, derzeit 75 im Dienst. |
|      | T-72S / T-72M1                               | Kampfpanzer                          | Sowjetunion Iran                     | 480                  | 1994–1999                    | Iran produzierte 422 T-72S unter russischer Lizenz von 1993 bis 2001, weitere 104 T-72M1 wurden 1994–1995 von Polen und 37 T-72M1 von Belarus im Jahre 2000 beschafft. |
|      | Karrar                                       | Kampfpanzer                          | Iran                                 | 800 (geplant)        | 2017–2019                    | Eigenproduktion auf Basis des T-72, allerdings signifikant kampfwertgesteigert.                                                                                        |
|      | T-54 / T-55 Type 59 / Type-69-II Safir-74    | Kampfpanzer                          | Sowjetunion Volksrepublik China Iran | 540                  |                              | Die Panzer des Typs T-54/55 werden derzeit auf die Kampfwertsteigerung Safir-74 umgerüstet.                                                                            |

| Bild | Modell   | Typ                   | Herkunftsland | Anzahl | Anschaffungsdatum (Jahr) | Anmerkungen |
| ---- | -------- | --------------------- | ------------- | ------ | ------------------------ | ----------- |
|      | Safir    | Geländewagen          | Iran          |        | 2008–2019                |             |
|      | Neinava  | Lastkraftwagen        | Iran          |        | 2012–2019                |             |
|      | Zafar    | Lastkraftwagen        | Iran          |        |                          |             |
|      | Zoljanah | Lastkraftwagen        | Iran          |        |                          |             |
|      | KIAN 700 | Schwerlasttransporter | Iran          |        | 2019                     |             |

| Bild | Modell                            | Typ                       | Herkunftsland                        | Kaliber           | Anschaffungsdatum (Jahr) | Anmerkungen |
| ---- | --------------------------------- | ------------------------- | ------------------------------------ | ----------------- | ------------------------ | --- |
|      | PC-9 ZOAF                         | Pistole                   | Deutschland Iran                     | 9 × 19 mm         |                          | |
|      | MPT-9                             | Maschinenpistole          | Deutschland Iran                     | 9 × 19 mm         |                          | |
|      | Star Z-84                         | Maschinenpistole          | Spanien                              | 9 × 19 mm         |                          | |
|      | Uzi                               | Maschinenpistole          | Israel                               | 9 × 19 mm         |                          | |
|      | AKS-74U                           | Karabiner                 | Sowjetunion Russland                 | 5,45 × 39 mm      |                          | |
|      | G3A6                              | Sturmgewehr               | Deutschland Iran                     | 7,62 × 51 mm NATO |                          | Standardwaffe der iranischen Armee (Artesch). |
|      | AKM Typ 56 KL-7.62                | Sturmgewehr               | Sowjetunion Volksrepublik China Iran | 7,62 × 39 mm      |                          | Überwiegend bei den iranischen Revolutionsgarden (Pasdaran) und den Basidsch im Einsatz. |
|      | AK-103KL-103/AK-133               | Sturmgewehr               | Russland Iran                        | 7,62 × 39 mm      |                          | Bei den iranischen Revolutionsgarden (Pasdaran) weit verbreitet. Befindet sich allerdings auch im Einsatz bei der 65. Fallschirmbrigade (NOHED) der iranischen Armee (Artesch) und bei den Fatehin-Einheiten der Basidsch. |
|      | CQ 5.56 Sayyad 5.56               | Sturmgewehr               | Volksrepublik China Iran             | 5,56 × 45 mm NATO |                          | Unter anderem von den Saberin-Einheiten der iranischen Revolutionsgarden (Pasdaran) eingesetzt. |
|      | Masaf                             | Sturmgewehr               | Iran                                 | 5,56 × 45 mm NATO |                          | Wird von der 65. Fallschirmbrigade (NOHED) der iranischen Armee (Artesch) verwendet. |
|      | MG3A3                             | Maschinengewehr           | Deutschland Iran                     | 7,62 × 51 mm NATO |                          | |
|      | PKM-T80                           | Maschinengewehr           | Sowjetunion Iran                     | 7,62 × 54 mm R    |                          | |
|      | Dragunow Nakhjir Hoshar/Hoshdar-M | Designated Marksman Rifle | Sowjetunion Iran                     | 7,62 × 54 mm R    |                          | |
|      | Taher                             | Scharfschützengewehr      | Iran                                 | 7,62 × 51 mm NATO |                          | |
|      | Steyr HS .50AM-50 Sayyad          | Anti-Materiel Rifle       | Österreich Iran                      | 12,7 × 99 mm NATO |                          | |
|      | Schaher                           | Anti-Materiel Rifle       | Iran                                 | 14,5 × 114 mm     |                          | |

| Bild | Modell                 | Typ                                 | Herkunftsland    | Kaliber       | Anschaffungsdatum (Jahr) | Anmerkungen |
| ---- | ---------------------- | ----------------------------------- | ---------------- | ------------- | ------------------------ | ----------- |
|      | RPG-7                  | Rückstoßfreie Panzerabwehrhandwaffe | Sowjetunion Iran | 40 mm (Rohr)  |                          |             |
|      | RPG-29                 | Rückstoßfreie Panzerabwehrhandwaffe | Sowjetunion Iran | 105 mm (Rohr) |                          |             |
|      | Saegheh                | Panzerabwehrlenkwaffe               | Iran             |               |                          |             |
|      | Toophan                | Panzerabwehrlenkwaffe               | Iran             |               | 1987–2019                |             |
|      | 9K11 Maljutka Raad     | Panzerabwehrlenkwaffe               | Sowjetunion Iran |               |                          |             |
|      | 9K111 Fagot            | Panzerabwehrlenkwaffe               | Sowjetunion      |               |                          |             |
|      | 9M113 Konkurs Towsan-1 | Panzerabwehrlenkwaffe               | Sowjetunion Iran |               |                          |             |
|      | 9K115-2 Metis-M        | Panzerabwehrlenkwaffe               | Russland         |               |                          |             |
|      | Dehlavie               | Panzerabwehrlenkwaffe               | Iran             |               |                          |             |

Aufgrund der strikten Geheimhaltungspolitik des iranischen Militärs sind diese Zahlen bestenfalls als ungenau zu betrachten.
Unter den knapp 2100 nicht-selbstfahrenden Geschützen machen knapp 1000 130-mm-Kanonen vom Typ M-46 und rund 540 122-mm-Haubitzen vom Typ D30 den Hauptanteil aus. Die rund 310 Selbstfahrlafetten sind vor allem vom Typ M109 (130 bis 150 Stück) und 2S1 (60 bis 80). Die selbst gebauten Panzerhaubitzen der Typen Raad-1 und Raad-2 sind an sowjetischen bzw. US-amerikanischen Vorbildern orientiert und werden vermutlich seit Ende der 1990er-Jahre bzw. Anfang der 2000er-Jahre an die Streitkräfte ausgeliefert. Dazu kommen rund 5000 Mörser verschiedener Kaliber. Bei der Raketen-Artillerie sind rund 700 12-Rohr-Werfer vom chinesischen Typ 63 (107 Millimeter) im Einsatz sowie rund 170 Raketenwerfer anderer Bauart, davon mehrere verschiedene selbstgebaute Modelle mit vermutlich sehr kleinen Stückzahlen. Sie erreichen Reichweiten von bis zu 105 Kilometern, wobei möglicherweise keine Zielerfassungssysteme existieren, die in dieser Größenordnung arbeiten. Ein Teil der Modelle kann vermutlich auch chemisch oder biologisch bestückte Gefechtsköpfe tragen. Wiederum gehen europäische Schätzungen von deutlich niedrigeren Zahlen von nur rund 60 Mehrfachwerfern aus. Iran verfügt in der Region über das bei weitem größte Arsenal von Artilleriewaffen.
US-Beobachter haben seit dem Jahr 2000 keine Neuerwerbung oder Indienststellung eigenproduzierter Kampfpanzer festgestellt. Die eigenproduzierten bzw. in eigener Regie kampfwertgesteigerten Systeme Mobarez, Safir-74s und Zulfiqar (verschiedene Versionen) sind offenbar nie zur Serienfertigung gelangt.
Das Standardsturmgewehr des iranischen Heeres ist das HK G3, das in Iran von der Firma Defense Industries Organization in Lizenz produziert wird. Neben dem G3 wird das S.5'56, eine in Iran gefertigte Lizenzproduktion des chinesischen Norinco CQ, welches eine Kopie des US-amerikanischen M16A1 von Colt ist, sowie eine als KL-7.62 bezeichnete im Iran gefertigte Lizenzproduktion des chinesischen Typ 56, verwendet. Waffenspezialisten wie Maschinengewehr- und Scharfschützen verfügen über mehrere Bewaffnungsmöglichkeiten, abhängig von Einsatztyp und Schussweite. Diese beinhalten die Maschinengewehre MG3, PKM-T80, MDG und RPK, allesamt Lizenzproduktionen Irans, sowie das Scharfschützengewehr Nakhjir, eine in Iran gefertigte Lizenzproduktion des Dragunow-Scharfschützengewehr.
Das Potenzial an Panzerabwehrraketen schätzen US-Quellen auf 50 bis 75 TOW- und 20 bis 30 M47-Dragon-Werfer und 100 bis 200 9K111 Fagot. Eine Kopie der 9M14 Maljutka stellt das Land selbst her. Dazu kommt eine größere Zahl verschiedener kleinerer Panzerabwehrwaffen der RPG-Familie sowie verschiedene rückstoßfreie Waffen aus westlicher und sowjetischer Produktion. Die modernsten Panzerabwehrraketen dürften eine unbekannte Anzahl von 9K115-2 Metis-M sein.
Die Heeresflieger-Abteilung ist relativ klein und hat etwas über 100 Transporthubschrauber und rund 50 Bell AH-1 in der Seekriegsversion in ihrem Arsenal. Darüber hinaus verfügt die Armee über rund 1700 Flugabwehrgeschütze meist älterer Bauart. Die 50 bis 100 radargelenkten Flugabwehrgeschütze vom Typ ZSU-23-4 dürften die modernsten Waffen dieser Kategorie sein. An tragbaren Flugabwehrwaffen existiert eine große Zahl an Strela-2-MANPADS, importierte Strela-3 und Igla-1, deren teils verbesserte Kopien, das Land unter den Namen Misagh-1 und Misagh-2 herstellt. Als taktischer Lastkraftwagen stehen unterschiedliche teilmilitarisierte handelsübliche LKW sowie Eigenentwicklungen wie der Neinava zur Verfügung.
Wie die anderen Teilstreitkräfte auch, weist das iranische Heer erhebliche Defizite bei der Zielaufklärung und -erfassung, bei der Instandhaltung des Geräts sowie allgemein beim Nachschub auf. Die persönliche Ausrüstung der Soldaten, Ausbildung und technische Kommunikationsfähigkeiten scheinen sich kontinuierlich zu verbessern.

### Marine
Die Marine ist vergleichsweise klein, ihre Stärke beträgt schätzungsweise 18.000 Mann (anderen Quellen zufolge 16.000), davon 2600 Marineinfanteristen in zwei Brigaden und 2000 Marineflieger. Beim Großteil der übrigen Marinesoldaten handelt es sich um Infanteristen auf Inseln im Persischen Golf. Seit 2001 steht die Marine im Zentrum der Modernisierung der iranischen Armee und wurde mit neuen Fahrzeugen ausgestattet. Der Marinenachrichtendienst der USA (U.S. Office of Naval Intelligence) meint, dass diese Fortschritte „die Fähigkeiten Irans zur Produktion von mittleren bis großen Schiffen demonstrieren“. Seit den späten 1970er-Jahren wird eine große Basis in Bandar Beheschti gebaut, die zum Herzstück der iranischen Seestreitkräfte werden soll. Derzeit sind die großen Überwassereinheiten in Bandar Abbas stationiert, dem wichtigsten Marinestützpunkt und zugleich Standort der Marinewerften. Strategisches Ziel der iranischen Marine ist die Kontrolle des Persischen Golfs mit seinen wichtigen Verkehrswegen (vor allem für Öltanker). Dementsprechend ist die Marine geostrategisch in fünf Operationszonen gegliedert, drei davon im Persischen Golf. Hauptquartiere:
- Bandar Abbas, Buschehr und Charg
- Bandar Anzali am Kaspischen Meer
- Tschahbahar im Indischen Ozean

#### Überwasserflotte

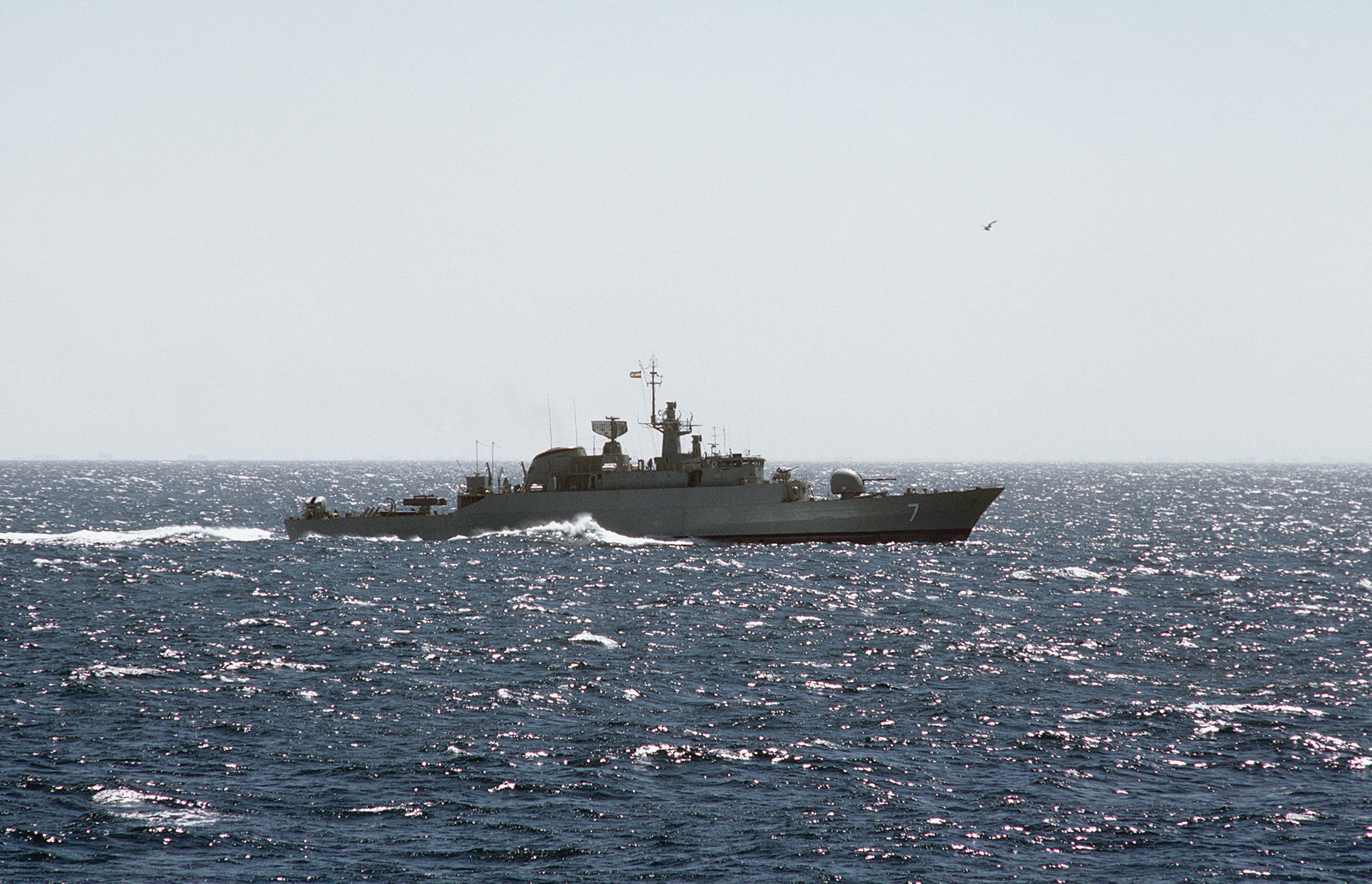
Iranische Fregatte der Alvand-Klasse

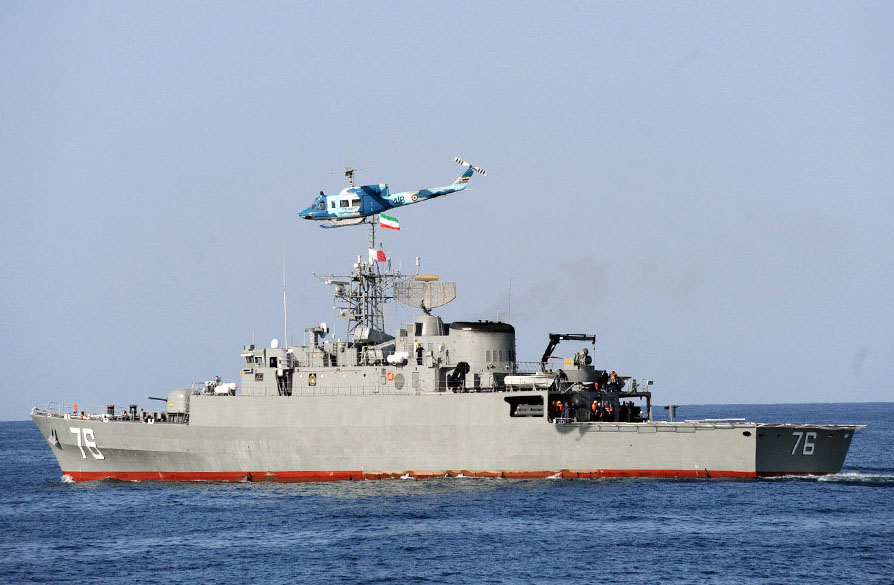
Die Fregatte Jamaran (2011)

US-Schätzungen (Stand 2018) zufolge verfügt die iranische Marine über sieben Korvetten (fünf davon Um- und Nachbauten der britischen Vosper-Klasse und zwei des US-Typs PF-103), 18 Versorgungs- und Unterstützungseinheiten, 15 mittlere und 13 kleine Landungsschiffe. Dazu kommen rund 160 Patrouillenboote, 60 davon mit Raketen ausgestattet. Die Bootsflotte umfasst unter anderem 13 Einheiten der Tiger-Klasse. Die größeren Überwasser-Einheiten sind weitgehend veraltet und stammen aus ehemaligen britischen und amerikanischen Beständen.
Die mittleren Landungsschiffe können bis zu 350 Mann und 30 gepanzerte Fahrzeuge transportieren. Dazu kommen 13 Hubschrauber (10 Sikorsky S-61 in der Variante SH-3D und 3 Sikorsky CH-53 in der Variante RH-53D) und 5 U-Jagd-Flugzeuge Lockheed P-3 sowie ein Transporthubschrauber-Bataillon und 5 Patrouillenflugzeuge, deren Einsatzfähigkeit aber unklar ist.
Am 19. Februar 2010 fand die offizielle Indienststellung des ersten Schiffs der Moudsch-Klasse, der Jamaran, statt. Die Fregatte mit einer Verdrängung von 1420 Tonnen hat eine Besatzung von 120 bis 140 Mann, ist mit Ausrüstung zur elektronischen Kriegsführung und einem Helikopterlandeplatz ausgestattet. Ihre Bewaffnung setzt sich aus Schiff-Schiff- sowie Schiff-Luft-Raketen, Torpedos und einer Bordkanone zusammen. Die Jamaran erreicht eine Höchstgeschwindigkeit von 30 Knoten. Am 1. Dezember 2018 wurde nach der Jamaran und Damavand mit der Sahand die dritte Fregatte der Moudsch-Klasse in Dienst gestellt.
Im Januar 2021 wurde berichtet, dass Iran im Dezember 2020 mit der Makran erstmals einen Hubschrauberträger in Dienst gestellt hat. Es handelt sich um einen umgebauten älteren Öltanker. Das Schiff kann nach iranischen Angaben fünf Hubschrauber gleichzeitig transportieren und soll die Minensuche, U-Boot-Abwehr sowie die Operationen von Spezialeinheiten unterstützen.
Neben der Makran baute Iran zwischen 2000 und 2023 mit der Shahid Roudaki und der Shahid Mahdavi zwei weitere zivile Frachtschiffe zu Kriegsschiffen um. Ende 2024 wurde mit der Shahid Bahman Bagheri ein ehemaliges Containerschiff erstmalig zum Drohnenträger umgebaut. Das Schiff soll die Reichweite iranischer Drohnen enorm steigern.
Die Islamische Republik Iran verfügt nach unbestätigten Berichten über Kapazitäten zur Produktion vergleichsweise moderner Seeminen und besitzt rund 4000 dieser Waffen.
Jüngste Entwicklungen deuten auf eine enge Kooperation mit der Volksrepublik China bei der Entwicklung von Antischiffsflugkörpern hin. Erste Produkte dieser gemeinschaftlichen Entwicklungen stellen die Nasr und Kosar dar, die in der Volksrepublik China die Bezeichnung TL-6 und TL-10 tragen. Rund 100 Seezielflugkörper der chinesischen Typen CS-801 und CS-802 befinden sich bereits im iranischen Arsenal. Allerdings liegt die Reichweite der iranischen Seezielaufklärung beträchtlich unter der Waffenreichweite (C-802: 120 Kilometer). US-Schätzungen zufolge sind die Fregatten sowie rund ein Dutzend Patrouillenboote mit CSS-N-4 ausgestattet. Jeweils rund zehn weitere Patrouillenboote tragen demnach Raketen der Typen C-802 (CSS-C-8) und C-701, in Iran auch als Saccade und Kowar bezeichnet.

#### U-Boot-Flotte
Die iranische Marine verfügt über drei diesel-elektrische U-Boote des Typs Projekt 877EKM aus russischer Produktion, die zwischen 1992 und 1997 gekauft wurden sowie über 18 Klein-U-Boote.
Kleinst-U-Boote der sogenannten Ghadir-Klasse mit einer Reichweite von 300 km wurden im Jahr 2005 im iranischen Fernsehen gezeigt und nahmen im April 2006 an einem größeren Seemanöver teil. 2008 kündigte Teheran zudem die Eröffnung der Produktion einer größeren und wirksameren U-Boot-Reihe, der 1000 Tonnen schweren Qa’em-Klasse an.

#### Einheiten
| Bild | Modell        | Typ            | Herkunftsland        | Verdrängung | Anzahl (einsatzbereit) | Anschaffungsdatum (Jahr) | Anmerkungen |
| ---- | ------------- | -------------- | -------------------- | ----------- | ---------------------- | ------------------------ | --- |
|      | Jugo-Klasse   | Kleinst-U-Boot | Nordkorea            | 90–110 t    | 4                      | 2007                     | |
|      | Ghadir-Klasse | Kleinst-U-Boot | Iran                 | 115–120 t   | 23                     | 2007–2018                | |
|      | Nahang-Klasse | U-Boot         | Iran                 | 350–400 t   | 1                      | 2006                     | |
|      | Fateh-Klasse  | U-Boot         | Iran                 | 527–593 t   | 1                      | 2013–2015                | Drei weitere U-Boote der Fateh-Klasse befinden sich derzeit im Bau. Das vierte U-Boot dieser Klasse wird mit einer Außenluftunabhängige Antriebsanlage (AIP) ausgestattet werden. |
|      | Besat-Klasse  | U-Boot         | Iran                 | 3000 t      | 1                      |                          | Wird mit einer Senkrechtstartanlage (VLS) für Raketen ausgestattet und mit einer Verdrängung von 3000 Tonnen schwerer als bisher erwartet sein.                                   |
|      | Projekt 877   | U-Boot         | Sowjetunion Russland | 2300–3076 t | 3                      | 1992–1997                | Tareq, Nooh und Junes |

| Bild | Modell                   | Typ                             | Herkunftsland            | Verdrängung | Anzahl (einsatzbereit) | Anschaffungsdatum (Jahr) | Anmerkungen |
| ---- | ------------------------ | ------------------------------- | ------------------------ | ----------- | ---------------------- | ------------------------ | --- |
|      | Seraj-1                  | Schnellboot                     | Iran                     |             | 12                     |                          | |
|      | Peykaap-I-Klasse         | Schnellboot                     | Iran                     |             | 74+                    |                          | |
|      | Tir/IPS-18-Klasse        | Patrouillenboot                 | Nordkorea Iran           | 28,16 t     | 10                     |                          | |
|      | MIG-S-1800-Klasse        | Patrouillenboot                 | Iran                     | 22 t        | 20                     |                          | |
|      | Mk III-Klasse            | Patrouillenboot                 | Vereinigte Staaten       | 28–36 t     | 10                     |                          | |
|      | MIG-G-1900-Klasse        | Patrouillenboot                 | Iran                     | 60 t        | 6                      |                          | |
|      | MIG-S-2600-Klasse        | Patrouillenboot                 | Iran                     | 70–82 t     | 6                      |                          | |
|      | Bavar-Klasse             | Patrouillenboot                 | Volksrepublik China      |             |                        |                          | |
|      | Kaivan-Klasse            | Patrouillenboot                 | Vereinigte Staaten       | 98–148 t    | 3                      |                          | |
|      | Parvin-Klasse            | Patrouillenboot                 | Vereinigte Staaten       | 98–148 t    | 3                      |                          | |
|      | Chaho-KlasseZafar-Klasse | Patrouillenboot                 | Nordkorea Iran           | 70 t        | 3                      |                          | |
|      | Peykaap-II/IPS-16-Klasse | Flugkörperschnellboot           | Nordkorea Iran           | 13,75 t     | 10                     |                          | |
|      | C 14-KlasseAzarakhsh     | Katamaran-Flugkörperschnellboot | Volksrepublik China Iran | 20 t        | 9                      |                          | |
|      | Houdong/Tondar-Klasse    | Flugkörperschnellboot           | Volksrepublik China      | 175 t       | 10                     | 1994–1996                | |
|      | Kaman-Klasse             | Flugkörperschnellboot           | Frankreich               | 234 t       | 10                     | 1977–2006                | weitgehend baugleich zur Tiger- bzw. La-Combattante-II-Klasse |
|      | Sina-Klasse              | Flugkörperschnellboot           | Iran                     | 234 t       | 4                      | 2003–2017                | modernere Nachbauten der Tiger- bzw. La-Combattante-II-Klasse, insgesamt sollen zehn Einheiten gebaut werden |
|      | Hendijan-Klasse          | leichte Tender                  | Niederlande              | 420 t       | 11                     | 1988–1991                | mindestens zwei Einheiten sind mit Noor-Antischiff-Marschflugkörpern bestückt |
|      | Hamzeh-Klasse            | Korvette                        | Niederlande Italien      | 580 t       | 1                      | 19361956                 | Ursprünglich Motoryacht des Schah, 1956 in Italien zur leichten Korvette umgebaut |
|      | Bayandor-Klasse          | Korvette                        | Vereinigte Staaten       | 1135 t      | 2                      | 1964                     | |
|      | Alvand-Klasse            | Fregatte                        | Vereinigtes Königreich   | 1100 t      | 3                      | 1971–1972                | |
|      | Moudsch-Klasse           | Fregatte                        | Iran                     | 1300 t      | 2                      | 2010–2018                | Das Schiff „Damavand“ der Moudsch-Klasse wird derzeit instand gesetzt, nachdem es 2018 sank und von der Liste der im Dienst befindlichen Schiffe gestrichen wurde. Vier weitere Schiffe werden derzeit gebaut. Das Schiff „Dena“, welches sich noch im Fertigungsprozess befindet, soll im Februar 2020 in den Dienst gestellt werden. |
|      | Projekt „Safineh“        | Trimaran Zerstörer              | Iran                     | 3000 t      |                        |                          | Der Bau des Schiffes ist geplant. |
|      | Khalidsch-e Fars-Klasse  | Zerstörer                       | Iran                     | 6500 t      |                        |                          | Befindet sich derzeit im Bau. |
|      | Projekt „Negin“          | Zerstörer                       | Iran                     | 7000 t      |                        |                          | Der Bau des Schiffes ist geplant. |

| Bild | Modell | Typ               | Herkunftsland | Reichweite | Sprengkopf | Anzahl | Anschaffungsdatum (Jahr) | Anmerkungen                                      |
| ---- | ------ | ----------------- | ------------- | ---------- | ---------- | ------ | ------------------------ | ------------------------------------------------ |
|      | Kowsar | Seezielflugkörper | Iran          | 18 km      | 29 kg      |        | 2006–2019                |                                                  |
|      | Nasr   | Seezielflugkörper | Iran          | 27–35 km   | 130 kg     |        | 2005–2019                | Basiert auf der chinesischen C-704.              |
|      | Nasir  | Seezielflugkörper | Iran          | 35+ km     |            |        |                          |                                                  |
|      | Noor   | Seezielflugkörper | Iran          | 130–200 km | 165 kg     |        | 2000–2019                | Basiert auf der chinesischen C-802.              |
|      | Qader  | Seezielflugkörper | Iran          | 200 km     | 200 kg     |        | 2011–2019                | Verbesserte Version des Noor-Seezielflugkörpers. |
|      | Ghadir | Seezielflugkörper | Iran          | 300 km     |            |        | 2015–2019                |                                                  |
|      | Raad   | Seezielflugkörper | Iran          | 350 km     | 450–500 kg |        | 2007–2019                | Basiert auf der chinesischen Silkworm.           |

| Bild | Modell    | Typ               | Herkunftsland | Anzahl (einsatzbereit) | Anschaffungsdatum (Jahr) | Anmerkungen |
| ---- | --------- | ----------------- | ------------- | ---------------------- | ------------------------ | --- |
|      | Sejjil    | Kampfdrohne       | Iran          |                        | 2019                     | Die Drohne nutzt zwei Turbojet-Triebwerke, kann eine Spitzengeschwindigkeit von 1000 km/h erreichen und Gleitbomben mit einer Reichweite von 100 km tragen. Sejjil ist die erste Drohne der iranischen Marine und kann von Schiffen aus gestartet werden. |
|      | Simorgh   | Kampfdrohne       | Iran          |                        | 2019                     | |
|      | Pelikan-2 | Aufklärungsdrohne | Iran          |                        | 2019                     | Pelikan-2 ist eine senkrecht startende Drohne. |

### Luftwaffe

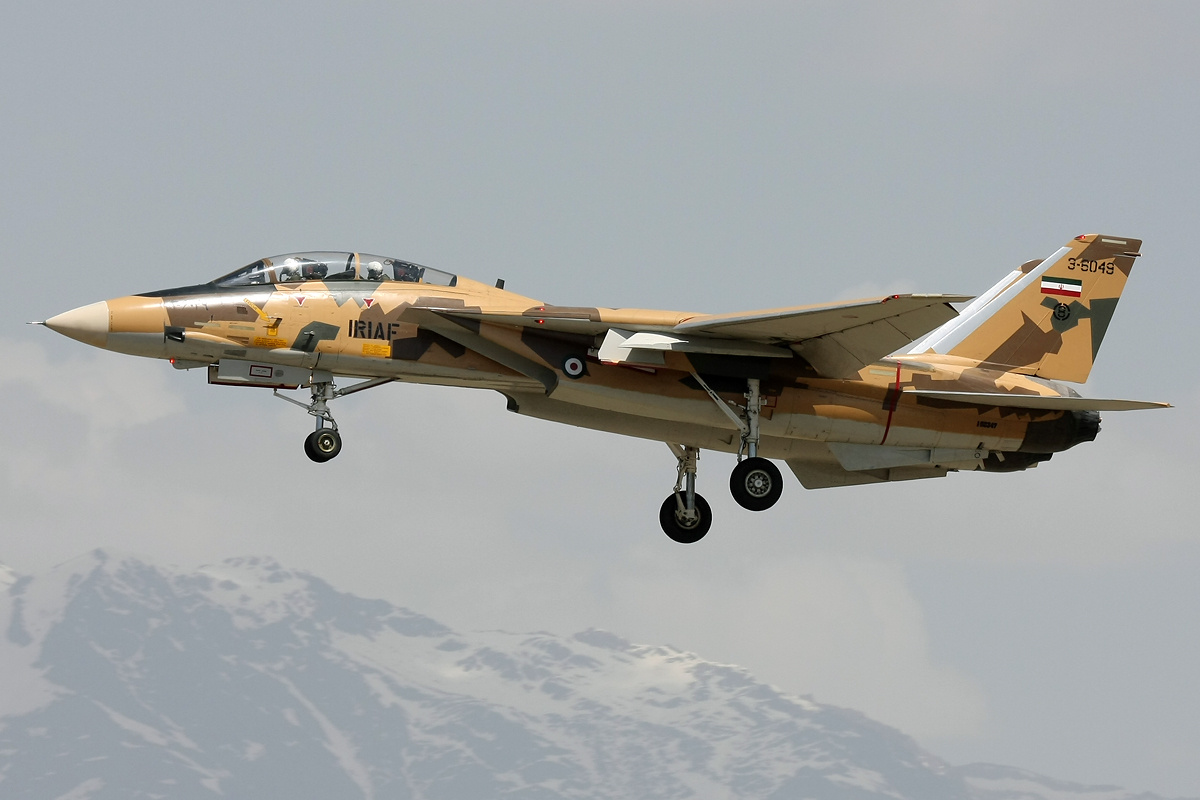
Iranische F-14A im Landeanflug auf einen iranischen Luftwaffenstützpunkt im Jahr 2012

Die iranische Luftwaffe (Hauptquartier: Doschan Tape, nahe Teheran) besitzt nur noch geringe Schlagkraft, weil das Land kaum Munition und Ersatzteile für westliche Flugzeuge und Waffen beschaffen konnte, die noch vor der Islamischen Revolution gekauft wurden.
Es wird angenommen, dass die Stärke der iranischen Luftwaffe etwas über 30.000 Mann (andere Quellen: 52.000 Mann) beträgt, dazu rund 12.000 in den Luftabwehrtruppen. Nach US-Schätzungen (Stand 2018) besitzt Iran 334 Kampfflugzeuge, 50 Kampfhubschrauber, 237 Startgeräte für größere Flugabwehrraketen, etwas mehr als 514 Starter für leichte Flugabwehrraketen und Manpads sowie mehr als 1122 Flugabwehrkanonen. Den zahlenmäßig größten Anteil der Flugzeuge machen Northrop F-5 (rund 75), F-4 Phantom II (rund 65) und F-14 Tomcat (bis 1978 wurden 80 Stück erworben, 79 geliefert, von denen rund 40 heute noch im Einsatz sind) aus. Die kämpfenden Einheiten sind in neun Staffeln für den Kampf gegen Bodenziele (162 bis 186 Flugzeuge), sieben Jägerstaffeln (70 bis 74 Flugzeuge) und eine Aufklärungsstaffel (vier bis acht Flugzeuge) gegliedert. Zusammen mit der F-14 kaufte Iran auch die weitreichende AIM-54 Phoenix Luft-Luft-Rakete von den USA.
Die Lufttransportflotte besteht aus einer Vielzahl verschiedener Flugzeuge (knapp 50 Stück) und Hubschrauber (rund 60), letztere vor allem Mi-17 und Bell 214.
14 Flughäfen sollen derzeit militärisch nutzbar sein. Dauerhaft sind in Bandar Abbas, Buschehr, Dezful, Hamadan, Täbris und im Flughafen Teheran-Mehrabad fliegende Einheiten stationiert, die für den Kampf gegen Bodenziele geeignet sind. Die Abfangjägerstaffel und ein Transportverband haben ihre Basen in Schiras. Die wichtigste Reparatur-Werft für Flugzeuge befindet sich in Mehrabad. Die drei regionalen Hauptquartiere sind in Badl Sar (Norden), Maschhad (Mitte) und Buschehr (Süden) angesiedelt.
Die Ersatzteilversorgung der Flugzeuge wird durch die inzwischen relativ eigenständige Luftfahrtindustrie sowie illegale Beschaffung von Ersatzteilen im Ausland angestrebt. Mit russischer Hilfe sollen sogar einige Verbesserungen durchgeführt worden sein. Dennoch bleibt die genaue Zahl der einsatzfähigen Maschinen eine unbekannte Größe. US-Schätzungen zufolge waren im Jahr 2000 rund 100 Düsenflugzeuge der iranischen Luftwaffe flugfähig. Zu den Kampfflugzeugen kommen noch einmal rund 15 Aufklärer mit entsprechender elektronischer Ausstattung, 100 Ausbildungsflugzeuge und rund 35 Helikopter, die aber nicht für direkte Kampfeinsätze geeignet sind.
1991 brachte die irakische Luftwaffe einen Großteil ihrer Flugzeuge nach Iran, der offiziell zu diesem Zeitpunkt noch Kriegsgegner war, um die Vernichtung der Luftflotte im Zweiten Golfkrieg zu vermeiden. Zu diesen Flugzeugen zählten 24 Mirage F1, vier Su-20 Fitter, 40 Su-22 Fitter, 24 Su-24 Fencer, sieben Su-25 Frogfoot, neun MiG-23 Flogger, und vier MiG-29 Fulcrum. Welche Flugzeuge davon in den Dienst der iranischen Luftwaffe integriert wurden, bleibt unklar. Bis heute wurde keines dieser Flugzeuge an den Irak zurückgegeben.
Bisher hatte Iran ein Kampfflugzeug vom Typ Saeqeh (deutsch: Donner) eigenproduziert. Von diesem, ein Nachbau der Northrop F-5, dürften aber höchstens fünf Maschinen einsatzfähig sein. US-Einschätzungen zufolge befinden sich einige ebenfalls selbst gebaute Drohnenmodelle bereits im Einsatz.
Zu den im Dienst befindlichen Luftabwehrraketen gehören sowohl westliche als auch sowjetische/russische und chinesische Systeme und deren iranische Kopien. Dazu zählen mehr als 250 Abschussvorrichtungen für Crotale, mehr als 150 Starter für Hawk, 45 für S-75, rund 30 für Rapier, zehn S-200, eine unbekannte Anzahl HQ-7 in der Exportvariante FM-80 und 29 Nahbereichs-Flugabwehrsysteme des Typs 9K330 Tor. 2016 meldeten verschiedene Quellen den Beginn der Aufstellung von modifizierten oder selbst nachgebauten Systemen des Typs S-300P, von denen derzeit (Stand 2018) 32 Systeme in der Nutzung sein sollen. Zahlreiche dieser Flugabwehrsysteme wurden mit veränderter Technik ausgestattet. An Manpads sind rund 200 Abschussvorrichtungen vorhanden, darunter FIM-92 Stinger, 9K32 Strela-2 (auch in der Variante HN-5A), Igla-S, 9K34 Strela-3, Nachbauten der chinesischen QianWei-1 und QianWei-2 unter den Namen Misagh-1 und Misagh-2.
An Flugabwehrkanonen werden folgende Modelle genutzt: SU-23 (300 Geschütze), Oerlikon 37 mm, ZSU-23-4 (100 Fahrzeuge), ZSU-57-2 (80 Fahrzeuge), ZPU-2, ZPU-4, Skyguard mit Oerlikon 35-mm-Zwillingskanone (92 Systeme), Automatische 37-mm-Flugabwehrkanone M1939 (61-K), 40-mm-Bofors-Geschütz L/70 (50 Geschütze), S-60 (200 Geschütze) und 85-mm-Flugabwehrkanone M1939 (52-K) (300 Geschütze).
Seit 2006 wird die Fadschr-27 Schnellfeuerkanone produziert.
Einige S-200-Raketen wurden in Fadschr-8 umbenannt und modifiziert, des Weiteren stellt Iran eine verbesserte Kopie der sowjetischen S-75 bzw. deren chinesischer Kopie HQ-2 unter dem Namen Sayyad-1 und die verbesserte Version Sayyad-2 her.
Im Jahr 2008 startete die Produktion der Samavat-Flugabwehrkanone, dabei handelt es sich auch hier um eine modifizierte Kopie der Oerlikon 35-mm-Zwillingskanone. Anfang 2009 wurde eine weitere Flugabwehrkanone vorgestellt. Bei dieser handelt sich laut offiziellen Angaben um eine 100 mm Kanone, die vollautomatisch von einem Radar gesteuert wird.
Es existiert kein einheitliches, größere Gebiete umfassendes Feuerleitsystem. Die Luftabwehr basiert vielmehr auf kleineren, kaum vernetzten Verteidigungszentren an strategisch wichtigen Punkten. Die Reichweite einzelner von China erworbener Radarsysteme beträgt 300 Kilometer. Nach Angaben des Oberbefehlshabers der Luftwaffe, General Ahmad Migani, habe Iran im Jahr 2008 Aktiv- und Passiv-Radare mit einem Aktionsradius von 1000 Kilometern entwickelt.
Hinweis: Insbesondere ein Großteil der Kampfdrohnen ist im Besitz der Revolutionsgarden.
| Bild | Modell                             | Typ                                        | Herkunftsland       | Anzahl (einsatzbereit) | Anschaffungsdatum (Jahr) | Anmerkungen                                                                                 |
| ---- | ---------------------------------- | ------------------------------------------ | ------------------- | ---------------------- | ------------------------ | ------------------------------------------------------------------------------------------- |
|      | Mikojan-Gurewitsch MiG-29A/UB      | Mehrzweckkampfflugzeug                     | Sowjetunion         | 36                     | 1991                     | Vom Irak übernommen.                                                                        |
|      | Suchoi Su-20/Suchoi Su-22          | Jagdbomber                                 | Sowjetunion         | 30                     | 1991                     | Vom Irak übernommen.                                                                        |
|      | Suchoi Su-24MK                     | Frontbomber                                | Sowjetunion         | 29                     | 1991                     | Vom Irak übernommen.                                                                        |
|      | Suchoi Su-25K/UBK                  | Erdkampfflugzeug                           | Sowjetunion         | 10                     | 1991                     | Vom Irak übernommen.                                                                        |
|      | Chengdu J-7                        | Abfangjäger                                | Volksrepublik China | 24                     |                          |                                                                                             |
|      | Northrop F-5E/F Tiger II           | Leichtes Jagdflugzeug                      | Vereinigte Staaten  | 75                     | 1975                     |                                                                                             |
|      | HESA Saeqeh                        | Leichtes Jagdflugzeug                      | Iran                | 6                      | 2004                     | Iranisches Kampfflugzeug auf Basis der F-5E Tiger II.                                       |
|      | HESA Azarakhsh                     | Leichter Jagdbomber                        | Iran                | 6                      | 2007                     | Iranisches Kampfflugzeug auf Basis der Northrop F-5 und als leichter Jagdbomber umgerüstet. |
|      | HESA Kowsar                        | Leichtes Jagdflugzeug                      | Iran                | 10                     | 2018–2019                | Neuester iranischer F-5-Abkömmling mit moderner Avionik.                                    |
|      | HESA Yasin                         | Schulflugzeug/Erdkampfflugzeug             | Iran                | 50 (geplant)           | 2019                     |                                                                                             |
|      | McDonnell F-4D/E, RF-4E Phantom II | Jagdbomber/Abfangjäger/Aufklärungsflugzeug | Vereinigte Staaten  | 64                     | 1968–1971                |                                                                                             |
|      | Grumman F-14 Tomcat                | Abfangjäger                                | Vereinigte Staaten  | 43                     | 1975                     |                                                                                             |
|      | Dassault Mirage-F1BQ/EQ            | Mehrzweckkampfflugzeug                     | Frankreich          | 10                     | 1991                     | Vom Irak übernommen.                                                                        |
|      | Mikojan-Gurewitsch MiG-23          | Jagdbomber                                 | Sowjetunion         | 9                      | 1991                     | Vom Irak übernommen.                                                                        |
|      | Mikojan-Gurewitsch MiG-25          | Abfangjäger                                | Sowjetunion         |                        | 1991                     | Vom Irak übernommen.                                                                        |

| Bild | Modell                         | Typ                                   | Herkunftsland | Anzahl (einsatzbereit) | Anschaffungsdatum (Jahr) | Anmerkungen |
| ---- | ------------------------------ | ------------------------------------- | ------------- | ---------------------- | ------------------------ | --- |
|      | HESA Ababil-3                  | Aufklärungsdrohne/Kampfdrohne         | Iran          | ~217                   | 2008–2019                | Die Ababil-3-Drohne kann mit zwei Qaem-1, Qaem-5 oder Qaem-9-Gleitbomben ausgerüstet werden. |
|      | Qods Mohajer-2 Qods Mohajer-2N | Aufklärungsdrohne                     | Iran          |                        | 1990er-2019 2014–2019    | |
|      | Qods Mohajer-4 Qods Mohajer-4B | Aufklärungsdrohne                     | Iran          |                        | 1999–2019 2014–2019      | |
|      | Qods Mohajer-6                 | Aufklärungsdrohne/Kampfdrohne         | Iran          | ~30 (Stand 2019)       | 2018–2019                | Die Mohajer-6-Drohne kann mit zwei Qaem-1, Qaem-5 oder Qaem-9-Gleitbomben ausgerüstet werden. |
|      | HESA Schahed-121               | Aufklärungsdrohne                     | Iran          |                        |                          | Iran verwendete die Schahed-121-Drohne in der Vergangenheit scheinbar mehrmals um US-amerikanische Flugzeugträger im Persischen Golf auszuspähen. |
|      | HESA Schahed-123               | Aufklärungsdrohne/Kampfdrohne         | Iran          |                        |                          | Die Schahed-123-Drohne basiert auf der israelischen Hermes 200, von der Iran ein Exemplar im Jahre 2014 erbeutete, und kann mit zwei Sadid-345-Gleitbomben ausgerüstet werden. |
|      | HESA Schahed-129               | Aufklärungsdrohne/Kampfdrohne         | Iran          | ~23–25 + 40 bestellt   | 2012–2019                | Nachfolger der Schahed-123-Drohne, der mit vier Sadid-345-Gleitbomben ausgerüstet werden kann. |
|      | HESA Hamaseh                   | Aufklärungsdrohne/Kampfdrohne         | Iran          |                        | 2016–2019                | Die Hamaseh-Drohne kann mit zwei Qaem-1, Qaem-5 oder Qaem-9-Gleitbomben ausgerüstet werden. |
|      | Farpad                         | Aufklärungsdrohne                     | Iran          |                        | 2016–2019                | Bei der Farpad handelt es sich um eine kleine Aufklärungsdrohne mit einer maximalen Flugdauer von 45 Minuten, einer Reichweite von 20 km und einem Gewicht von 4 kg, die von einer Person in die Luft geworfen und somit gestartet werden kann. |
|      | Sayeh                          | Aufklärungsdrohne                     | Iran          |                        |                          | Kopie US-amerikanischen ScanEagle. |
|      | Qods Yasir                     | Aufklärungsdrohne                     | Iran          |                        | 2013–2019                | Basiert auf der US-amerikanischen ScanEagle. |
|      | Saegheh-1Saegheh-2             | Stealth Aufklärungsdrohne/Kampfdrohne | Iran          |                        | 2016–2019                | Basiert auf der US-amerikanischen RQ-170, die Iran im Jahr 2011 im Osten des Landes entweder abschoss oder mittels Elektronischer Kampfführung zum Absturz brachte. Im Gegensatz zur RQ-170 ist die Saegheh-2-Drohne deutlich kleiner und verfügt über zwei interne Waffenschächte, in denen sie zwei Sadid-345-Gleitbomben tragen kann.                                                                                 |
|      | Schahed-171 Simorgh            | Stealth Aufklärungsdrohne/Kampfdrohne | Iran          |                        |                          | 1:1-Kopie der US-amerikanischen RQ-170. |
|      | HESA Karrar                    | Kampfdrohne/Zieldarstellungsdrohne    | Iran          |                        | 2010–2019                | Wird für Übungszwecke als Ziel für iranische Flugabwehrsysteme genutzt, kann aber auch als Langstrecken-Angriffsdrohne verwendet werden. An Bewaffnung kann die Drohne eine Mark-82-Freifallbombe, ein oder zwei Nasr-1-Seezielflugkörper, zwei Kowsar-Seezielflugkörper, zwei Mark-81-Freifallbomben oder eine Balaban-Gleitbombe tragen. Durch die zusätzliche Waffenlast würde sich die Einsatzreichweite verringern. |
|      | Shahed 136                     | Suizid-Drohne                         | Iran          |                        | ?                        | Die Deltaflügel Kamikaze-Drohne soll sich seit Ende 2019 auch im jemenitischen Huthi-Konflikt im Einsatz befinden. Mit ihrer angeblichen maximalen Reichweite von 2000 bis 2200 Kilometern kann auch Israel erreicht werden. Sie gibt es in größeren und kleineren Ausführungen. |
|      | Mobin                          | Stealth Kampfdrohne                   | Iran          | 10                     | 2018–2019                | Die Mobin-Stealth-Drohne wurde auf der MAKS 2019 in Moskau vorgestellt und soll über Tarnkappentechnik verfügen. Ihre Einsatzreichweite beträgt 450 km, ihre Nutzlast 120 kg und gelenkt wird sie mittels TERCOM/DSMAC. |
|      | Kaman-12                       | Kampfdrohne                           | Iran          |                        | 2019                     | Die Kaman-12-Drohne hat eine maximale Flugdauer von 10 Stunden, eine Geschwindigkeit von 200 km/h, einen Einsatzradius von 1000 km und kann eine Nutzlast von bis zu 100 kg tragen. Sie kann mit luftgestützten Akhgar-Marschflugkörpern, die eine Einsatzreichweite von 30 km besitzen, ausgerüstet werden. |

| Bild | Modell                               | Typ | Herkunftsland            | Reichweite                 | Anzahl                                                                                          | Anschaffungsdatum (Jahr)      | Anmerkungen |
| ---- | ------------------------------------ | --- | ------------------------ | -------------------------- | ----------------------------------------------------------------------------------------------- | ----------------------------- | --- |
|      | Rapier                               | Kurzstrecken-Flugabwehrraketensystem                                                                               | Vereinigtes Königreich   | 7 km                       |                                                                                                 | 1971                          | |
|      | Ya Zahra-3 Herz-9                    | (Mobiles) kurzstrecken-Flugabwehrraketensystem                                                                     | Iran                     | 8,6 km                     | 42+ (Herz-9)                                                                                    | 2013–2019 2013–2019           | Basieren auf dem chinesischen HQ-7 (FM-80) welches wiederum dem französischen Crotale nachgeahmt ist. Das Herz-9-System ist eine verbesserte mobile Version des Ya Zahra-3-Kurzstrecken-Flugabwehrraketensystems.                                                                                           |
|      | Tor-M1E                              | Mobiles kurzstrecken-Flugabwehrraketensystem                                                                       | Russland                 | 12 km                      | 29 Fahrzeuge, 4 aktive Standorte (Stand: 2012)                                                  | 2007                          | |
|      | Panzir-S1                            | Mobiles kurzstrecken-Flugabwehrraketensystem                                                                       | Russland                 | 18 km                      | 10 Fahrzeuge                                                                                    | 2008                          | |
|      | 2K12E KubRaad-1                      | Mobiles kurzstrecken-Flugabwehrraketensystem                                                                       | Sowjetunion Iran         | 24 km                      | 2 aktive Standorte (Stand: 2012)                                                                | 19952014                      | |
|      | HQ-2 Sayyad-1 Sayyad-1A              | Mittelstrecken-Flugabwehrraketensystem                                                                             | Volksrepublik China Iran | 12–32 km 40–45 km 50–60 km | 23–45 Startgeräte                                                                               |                               | |
|      | MIM-23B Hawk Mersad Ghader Mersad-16 | Mittelstrecken-Flugabwehrraketensystem                                                                             | Vereinigte Staaten Iran  | 40–45 km                   | 120                                                                                             | 1970 2010–2019 2012–2019 2019 | Das Mersad-Flugabwehrraketensystem ist eine von Iran verbesserte und eigens produzierte Version des amerikanischen Hawk-Systems. Hierfür hat Iran zwei Lenkflugkörper, Shahin und Shalamche, mit einer erhöhten Geschwindigkeit von Mach 3, entwickelt. Ghader ist eine mobile Variante des Mersad-Systems. |
|      | Raad-2 Tabas 3. Khordad              | Mittelstrecken-Flugabwehrraketensystem                                                                             | Iran                     | 50 km 50–60 km 50–105 km   | 2 Standorte mit jeweils 4 Systemen (Raad-2)                                                     | 2014–2019                     | Am 20. Juni 2019 schossen iranische Streitkräfte eine unbemannte US-Drohne vom Typ „RQ-4A Global Hawk“ durch das Flugabwehrraketensystem „3. Khordad“ ab. Bei dem Abschuss kam eine iranische Sayyad-2-Flugabwehrrakete zum Einsatz.                                                                        |
|      | Sayyad Talash-2 Talash-3             | Mittelstrecken-Flugabwehrraketensystem Mittelstrecken-Flugabwehrraketensystem Langstrecken-Flugabwehrraketensystem | Iran                     | 50 km 35–70 km 150 km      | 12 Systeme an 3 Standorten (Talash-2)                                                           | 2017–2019                     | Verwendet iranische Sayyad-2 bzw. Sayyad-3-Raketen und soll in Zukunft die S-200-Systeme ablösen. |
|      | 15. Khordad                          | Langstrecken-Flugabwehrraketensystem                                                                               | Iran                     | 120 km                     |                                                                                                 | 2019                          | Nach iranischen Angaben kann das System Tarnkappenziele auf eine Distanz von 45 km mittels Sayyad-3-Raketen zerstören. |
|      | S-200WE Fadschr-8 Ghareh             | Langstrecken-Flugabwehrraketensystem                                                                               | Sowjetunion Iran         | 240 km 200–250 km 250 km   | 6 Standorte mit jeweils 6 Startgeräten (S-200) 5 Bataillone mit jeweils 6 Startgeräten (Ghareh) |                               | |
|      | S-300PT S-300PMU-2                   | Langstrecken-Flugabwehrraketensystem                                                                               | Russland                 | 75 km 200 km               | 4 Batterien 4 Batterien                                                                         | 2008 2011–2016                | Die S-300PT-Systeme erhielt Iran von Belarus im Jahre 2008 und die letzten S-300PMU-2-Systeme von Russland im Jahr 2016. |
|      | Bavar-373                            | Langstrecken-Flugabwehrraketensystem                                                                               | Iran                     | 200 km                     | 4+                                                                                              | 2019                          | Das Bavar-373 verwendet Sayyad-4-Langstreckenraketen um sowohl Flugziele als auch ballistische Raketen auf eine Distanz von 200 km bekämpfen zu können. |

Am 2. Februar 2013, dem 34. Jahrestag der Islamischen Revolution in Iran, stellte Präsident Mahmud Ahmadinedschad ein neues Kampfflugzeug vor. Das System Qaher 313 (Eroberer 313) „sei eines der modernsten Kampfflugzeugen der Welt“ und „von iranischen Ingenieuren entworfen und gebaut“ worden, sagte Ahmadinedschad. Es entspricht Medienberichten zufolge der amerikanischen F/A-18, basiert äußerlich aber auf der F-5E/Tiger II. Die Flugtauglichkeit wird angezweifelt.

### Raketenarsenal
Als eine der größten Bedrohungen, vor allem für US-Einheiten in der Region und für Israel, wird heute das iranische Raketenarsenal angesehen. Sämtliche Systeme dieser Kategorie sind den Pasdaran unterstellt. Allerdings sind die Informationen über den Umfang der iranischen Raketenbewaffnung vage. Das Land kann Mittelstreckenraketen in eigener Fertigung herstellen.
US-Schätzungen aus dem Jahr 2018 gehen von folgendem Bestand an ballistischen Raketen aus: 250 Raketen des Typs Frog-7, 200 Oghab (45 km Reichweite), 250 Shahin-2 (20 km Reichweite), 18 BM-25, 500 Naze'at 6 und Naze'at 10 (70 bzw. 140 km Reichweite), 200 Tondar-69 (auf Basis der S-75, 150 km Reichweite), 250 Shahab-1, 50 Shahab-2 und 25 Shahab 3. Die verfügbare Anzahl der Kurz- und Mittelstreckenraketen vom Typ Fateh, Qiam, Sejjil, Zolfaghar und Emad sowie der Marschflugkörper Soumar und Ra'ad ist unklar. Unklar ist ebenfalls, ob das die Mittelstreckenrakete Ghadr-110 noch in der Entwicklung oder einsatzbereit ist.
Im Jahr 2001 wurden zwölf (nicht einsatzbereite) Marschflugkörper vom Typ Ch-55 von der Ukraine gekauft. Hierbei handelt es sich um Marschflugkörper mit einer Reichweite von bis zu 3000 Kilometern. Iran fehlt aber ein entsprechendes Trägersystem, was den praktischen Nutzen dieser Anschaffung in Frage stellt. Mit der Analyse der Antriebstechnik und Zielverfolgung dieser Flugkörper und einer Kooperation mit China könnte Iran unter Umständen eigene Raketen mit ähnlicher Reichweite konstruieren.
Es gab mehrfach Hinweise aus Geheimdienst- und iranischen Militärkreisen, dass an mehrstufigen Raketen auf der Grundlage nordkoreanischer und russischer Technologie geforscht wird, bis hin zum angeblichen Projekt Shahab-6 mit bis zu 10.000 Kilometer Reichweite. Während es sich dabei vermutlich um Gerüchte oder sehr frühe Forschungsprojekte handelt, scheint eine erste eigene Feststoffrakete mit der Bezeichnung Sajjil-2 weit fortgeschritten zu sein. Das Modell fliegt mit einer Nutzlast von 750 Kilogramm 2200 Kilometer weit und soll nach US-Schätzungen 2012 für den militärischen Einsatz bereit sein.
Am 26. Oktober 2005 schoss eine russische Rakete den ersten iranischen Satelliten, den in der Ukraine gebauten Spionagesatelliten Sinah-1, ins Weltall. Am 17. August 2008 startete erstmals eine neue Trägerrakete. Die Omid (Hoffnungsbote) ist eine Weiterentwicklung der Kavoshgar 1 (Forscher), die erstmals im Februar 2008 getestet worden war.
Hinweis: Ein Großteil der Mittelstreckenraketen ist im Besitz der Revolutionsgarden.
| Bild | Modell                                                     | Typ                                                             | Herkunftsland | Reichweite                      | Sprengkopf                           | Anzahl                | Anschaffungsdatum (Jahr) | Anmerkungen |
| ---- | ---------------------------------------------------------- | --------------------------------------------------------------- | ------------- | ------------------------------- | ------------------------------------ | --------------------- | ------------------------ | --- |
|      | Hadid HM 20 - Arash-1 - Arash-2 - Arash-3 (Noor) - Arash-4 | Mehrfachraketenwerfer - Artillerierakete                        | Iran          | 21,5 km 30 km 18 km 40 km       | 18,3 kg 18,3 kg 22 kg                |                       |                          | Iranische Variante des sowjetischen BM-21. |
|      | Falagh-1                                                   | Artillerierakete                                                | Iran          | 10 km                           | 50 kg                                |                       | 1990er–2020              | |
|      | Falagh-2                                                   | Artillerierakete                                                | Iran          | 11 km                           | 60 kg                                |                       | 1990er–2020              | |
|      | Fadschr-1                                                  | Mehrfachraketenwerfer/Artillerierakete                          | Iran          | 8,5 km                          | 6 kg                                 |                       |                          | Iranische Variante des chinesischen Typ 63. |
|      | Fadschr-3                                                  | Mehrfachraketenwerfer/Artillerierakete                          | Iran          | 45 km                           | 45 kg                                |                       | 1996–2020                | |
|      | Fadschr-5Fadschr-5C                                        | Mehrfachraketenwerfer/ArtillerieraketeGelenkte Artillerierakete | Iran          | 75 km                           | 90 kg                                |                       | 2000er–2020              | |
|      | Naze'at-6 Naze'at-10                                       | Artillerierakete                                                | Iran          | 100 km 150 km                   | 150 kg 250 kg                        | 500                   | 1980er–unklar            | |
|      | Zelzal-1 Zelzal-2 Zelzal-3 Zelzal-3B                       | Artillerierakete/Kurzstreckenrakete                             | Iran          | 160 km 210 km 200 km 250 km     | 600 kg 600 kg 900 kg 600 kg          |                       | 1990–unklar              | |
|      | Labeik-1                                                   | Kurzstreckenrakete                                              | Iran          |                                 |                                      |                       | 2019–2020                | Bei der Labeik-1 scheint es sich um eine Zelzal-Rakete zu handeln, die mit einem Nachrüstsatz ausgestattet wurde und nun präzisionsgelenkt ist.                                       |
|      | Tondar-69                                                  | Artillerierakete/Kurzstreckenrakete                             | Iran          | 150–180 km                      | 190–200 kg                           |                       | 1992                     | Basiert auf der chinesischen CSS-8-Rakete. |
|      | Fateh-110                                                  | Kurzstreckenrakete                                              | Iran          | 300 km                          | 448 kg                               |                       | 2002–2020                | |
|      | Fateh-313                                                  | Kurzstreckenrakete                                              | Iran          | 500 km                          | 500 kg                               |                       | 2015–2020                | Neuere Generation der Fateh-110. |
|      | Zolfaghar                                                  | Kurzstreckenrakete                                              | Iran          | 700 km                          | 579 kg                               |                       | 2016–2020                | |
|      | Fateh Mobin                                                | Kurzstreckenrakete/Anti-Schiff-Rakete                           | Iran          | 300–500 km                      |                                      |                       | 2018–2020                | |
|      | Raad-500                                                   | Kurzstreckenrakete                                              | Iran          | 500 km                          |                                      |                       | 2020                     | |
|      | Zelzal-e Bareshi                                           | Kurzstreckenrakete                                              | Iran          | 300 km                          | 510 kg (30 × 17 kg)                  |                       |                          | Rakete der Fateh-Familie, welche über einen Sprengkopf mit Streumunition verfügt. |
|      | Khalidsch-e Fars                                           | Anti-Schiff-Rakete                                              | Iran          | 300 km                          | 650 kg                               |                       | 2014–2020                | Variante der Fateh-110 zur Bekämpfung von Seezielen. |
|      | Hormuz-1 Hormuz-2                                          | Anti-Radar-Rakete Anti-Schiff-Rakete                            | Iran          | 250 km                          | 442 kg                               |                       | 2014–2020 2017–2020      | Varianten der Fateh-110 zur Bekämpfung von Radaranlagen und Seezielen. |
|      | Shahab-1                                                   | Kurzstreckenrakete                                              | Iran          | 300 km                          | 980 kg                               | 250–300 (Stand: 2008) | ~1987–2016               | Die Shahab-1-Rakete ist die erste von Iran modifizierte Kurzstreckenrakete. |
|      | Shahab-2                                                   | Kurzstreckenrakete                                              | Iran          | 500 km                          | 750 kg                               | 200–450 (Stand: 2008) | 2004–2016                | |
|      | Qiam-1Qiam-2                                               | Kurzstreckenrakete                                              | Iran          | 700 km                          | 645 kg                               |                       | 2010–2020                | Basiert auf der Shahab-2-Rakete. |
|      | Shahab 3 Shahab-3A Shahab-3B                               | Mittelstreckenrakete                                            | Iran          | 1150 km 1300–1700 km 2000 km    | 670 kg (Shahab-3) 700 kg (Shahab-3B) | 300                   | 2003–unklar              | |
|      | Dezful                                                     | Mittelstreckenrakete                                            | Iran          | ~1000 km                        | ~450 kg                              |                       | 2019–2020                | |
|      | Fadschr-3                                                  | Mittelstreckenrakete                                            | Iran          | 2000 km                         |                                      |                       | 2006                     | Nicht zu verwechseln mit der gleichnamigen Fadschr-3-Artillerierakete. Über die Fadschr-3-Rakete ist nur wenig bekannt, allerdings soll sie über Mehrfachsprengköpfe (MIRV) verfügen. |
|      | Ghadr-1 Ghadr-F Ghadr-H Ghadr-S                            | Mittelstreckenrakete                                            | Iran          | 1800 km 1950 km 1750 km 1350 km | 650 kg                               |                       | 2007–2020                | Modifizierte Shahab-3A mit verbesserter Treffergenauigkeit. Die Ghadr-S-Rakete verfügt über Streumunition.                                                                            |
|      | Sedschil-1 Sedschil-2                                      | Mittelstreckenrakete                                            | Iran          | 2000–2500 km                    | 650 kg                               |                       | 2014–2020                | |
|      | Emad                                                       | Mittelstreckenrakete                                            | Iran          | 1650–1700 km                    | 750 kg                               |                       | 2015–2020                | Eine Weiterentwicklung der Shahab-3-Rakete, die über einen manövrierfähigen Wiedereintrittskörper verfügt (MaRV).                                                                     |
|      | ChorramschahrChorramschahr-2                               | Mittelstreckenrakete                                            | Iran          | 2000+ km                        | 1800 kg1500 kg                       |                       | 2017–2020                | Kann mittels Mehrfachsprengköpfen (MIRV) ausgerüstet werden. |
|      | BM-25 Musudan                                              | Mittelstreckenrakete                                            | Nordkorea     | 2500–4000 km                    | 500–1200 kg                          | 18                    | 2005                     | Berichten von WikiLeaks zufolge soll Iran 18 nordkoreanische BM-25-Raketen erworben haben.                                                                                            |

| Bild | Modell   | Typ                             | Herkunftsland | Reichweite | Sprengkopf | Anzahl | Anschaffungsdatum (Jahr) | Anmerkungen                                                  |
| ---- | -------- | ------------------------------- | ------------- | ---------- | ---------- | ------ | ------------------------ | ------------------------------------------------------------ |
|      | Akhgar   | Luftgestützter Marschflugkörper | Iran          | 30 km      | 7 kg       |        | 2019                     | Dient unter anderem als Hauptbewaffnung der Kaman-12-Drohne. |
|      | Ya Ali   | Marschflugkörper                | Iran          | 700 km     | 200 kg     |        | 2014–2019                |                                                              |
|      | Soumar   | Marschflugkörper                | Iran          | 2000 km    |            |        | 2015–2019                | Basiert auf der sowjetischen/russischen Ch-55.               |
|      | Hoveyzeh | Marschflugkörper                | Iran          | 1350 km    |            |        | 2019                     |                                                              |

## ABC-Waffen

### A-Waffen

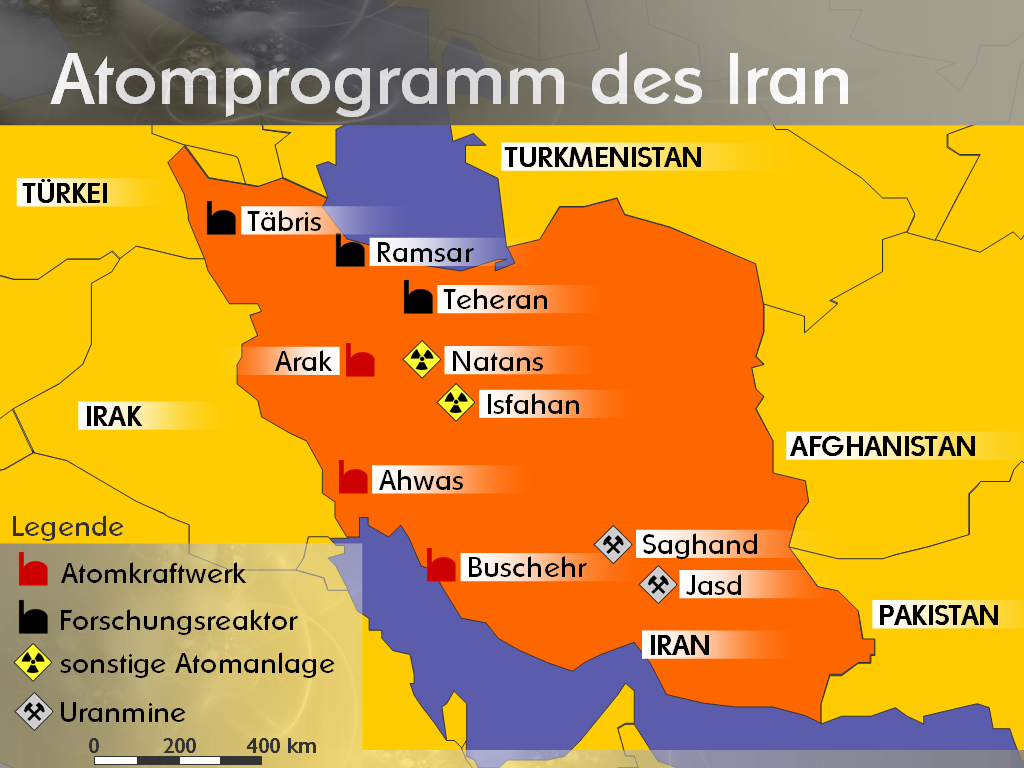
Karte mit den wichtigsten Standorten der iranischen Atompolitik

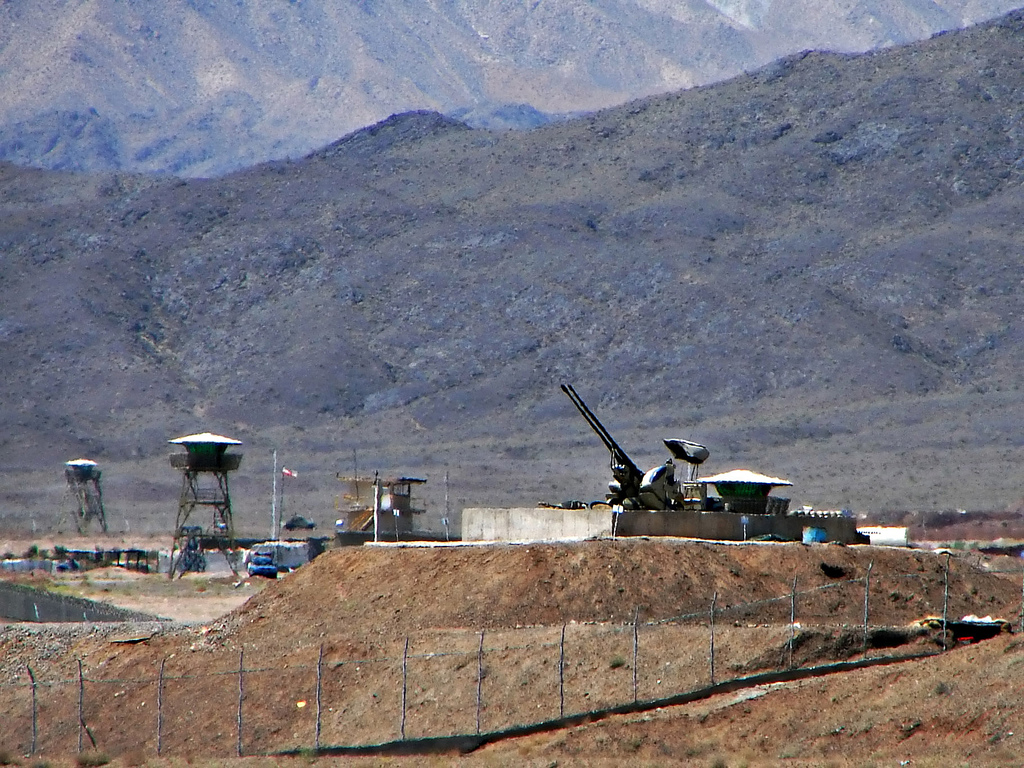
Flugabwehrstellung in Natanz

Das iranische Atomprogramm ist Anlass für massive Spannungen in den Beziehungen zwischen Iran und dem Westen. In Teheran, Ramsar und Bonab existieren drei Forschungsreaktoren. Mit russischer Hilfe wurde in Buschehr im Süden des Landes ein Leichtwasserreaktor errichtet. Außerdem gibt es eine Anlage zur Uran-Anreicherung in Natanz sowie zur Produktion von Schwerem Wasser bei Arak und von Kernbrennstäben bei Isfahan. Mehrere Schwerwasserreaktoren sind in Planung. Letztere können zur Erzeugung waffenfähigen Materials verwendet werden. Vor allem von den USA wird der Vorwurf erhoben, dass die Anlagen der Herstellung von Atomwaffen dienen. Die iranische Regierung bestreitet diese Vorwürfe. Dabei argumentiert Iran außerdem damit, dass die Nutzung von Atomwaffen nicht mit der islamischen Lehre vereinbar sei und ein Verbrechen gegen die Menschlichkeit darstelle.
Bereits in der Pahlavi-Ära wurde die Basis zur Erforschung der Urananreicherung gelegt. Der Schah sah jedoch keinen Anlass, die militärische Nutzung der Atomenergie voranzutreiben. Mit der Islamischen Revolution verbat sich Chomeini jegliche Weiterführung des bestehenden Forschungsprogramms mit den Worten unislamisch. Erst 1984, nach den irakischen Einsätzen chemischer Waffen im Ersten Golfkrieg, revidierte Chomeini seine Meinung dahingehend, dass ein Forschungs- und Entwicklungsprogramm aufgebaut wurde. 2003 führte dann der Verdacht der heimlichen Urananreicherung zu waffenfähigem Material zu einer Resolution der IAEO.
Spätestens seit dem Dritten Golfkrieg rückt die Möglichkeit der Atombombenherstellung Irans in den Mittelpunkt der strategischen Überlegungen der USA und Israels.

### B-Waffen
Für biologische Kampfstoffe soll sich Iran im Rahmen der Kriegserfahrungen im ersten Golfkrieg interessiert haben. Wissenschaftliche Arbeiten an Krankheitserregern finden allem Anschein nach, wie Oliver Thränert schreibt, an iranischen Universitäten statt. „Insofern ist davon auszugehen, daß ein iranisches Biologiewaffen-Programm sehr eng mit der zivilen Forschung beziehungsweise der Forschung über Maßnahmen zum Schutz gegen biologische Waffen verknüpft ist.“ Die US-Regierung geht dagegen von einem offensiven B-Waffen-Programm Irans aus, das entgegen der Unterzeichnung der Biowaffenkonvention vom 10. April 1972 zu vermutlich biologischen Kampfstoffen geführt haben soll. Noch dürften die vorhandenen Mengen jedoch nicht für einen militärischen Einsatz ausreichen.

### C-Waffen
Als Reaktion auf den massiven und erfolgreichen Einsatz von Chemiewaffen durch den Irak im ersten Golfkrieg, versuchte der Iran, ein eigenes C-Waffen-Programm aufzubauen.
Mit Beendigung des ersten Golfkrieges wurde, nach Angaben Irans, das iranische Chemiewaffen-Programm eingestellt. 1998 gab die Islamische Republik Iran, als Unterzeichner der Chemiewaffenkonvention zu, chemische Waffen entwickelt und produziert zu haben, jedoch heute keine aktuellen Chemiewaffen-Bestände zu halten. Vermutlich wurden mehrere tausend Tonnen Phosgen, Cyanid-Gase und geringe Mengen Senfgas hergestellt.

„Die US-Regierung ist davon überzeugt, dass der Iran nicht nur über einige tausend Tonnen chemischer Kampfstoffe verfügt, sondern sein gesamtes Chemiewaffen-Programm intensiv fortführt. […] Auch wenn derzeit keine Chemiekampfstoffe im Iran produziert werden, würde das Land damit über eine Mobilisierungskapazität verfügen, die es erlaubte, in kürzerer Zeit größere Mengen Chemiekampfstoffe herzustellen.“

Die Chemiewaffenkonvention wurde von Iran unter der Regierung Akbar Hāschemi Rafsandschāni am 13. Januar 1993 unterzeichnet und trat am 3. Dezember 1997 in Kraft.

## Rüstungsindustrie und Waffenhandel

Iran unterstützt intensiv die schiitische-Miliz Hisbollah

Seit dem Schah-Regime gibt es in Iran eine Tradition einer staatlich gelenkten Rüstungsindustrie. Nach der Islamischen Revolution brach dieser Wirtschaftszweig weitgehend zusammen. 1981 wurde angesichts des Krieges mit dem Irak die Organisation der Verteidigungsindustrie geschaffen, deren Führungsgremium zur Hälfte aus ranghohen Offizieren und Zivilisten bestand. In dieser Phase wurde vor allem Infanteriemunition hergestellt sowie vermutlich in geringerem Umfang Bauteile für militärische Bodenfahrzeuge. Darüber hinaus bemühte Iran sich, eigene Reparaturkapazitäten für seine großen Waffensysteme aufzubauen, da wegen des Embargos Ersatzteile und Fachwissen aus dem Ausland kaum zu beschaffen waren. Ab 1983 bauten die Pasdaran eine von der regulären Armee unabhängige Rüstungsindustrie auf, die ebenfalls vor allem Ausrüstung und Munition für die Infanterie produzierte.
Seit 1990 konzentriert sich die iranische Rüstungsindustrie auf den Bau von Flugzeugen und Hubschraubern sowie auf die Herstellung von Ersatzteilen für Luftfahrzeuge. Heute ist Iran neben Israel der einzige Staat der Golfregion, der den Aufbau einer eigenständigen Rüstungsindustrie in größerem Umfang angestrebt hat. Mit Ausnahme von gezogener Artillerie, Mehrfachraketenwerfern, militärischen Booten und ballistischen Raketen wurden bislang jedoch nur wenige Großwaffensysteme in nennenswertem Umfang hergestellt. Bei vielen öffentlichkeitswirksam dargestellten Neuentwicklungen sind die reale Einsatzfähigkeit und ein Produktionspotenzial von mehr als Prototypen fraglich.
Derzeit arbeitet die iranische Luftfahrtindustrie an mehreren Eigenentwicklungen auf Basis der F-5. Ein weiteres Projekt ist die Shafagh, die über begrenzte Stealth-Eigenschaften verfügen und zukünftig die Rolle als Trainer und leichtes Angriffsflugzeug einnehmen soll. Die Shafagh ist aus dem russischen LFI-Projekt der Firma Mikojan-Gurewitsch (MiG) hervorgegangen und war dort unter dem Namen Projekt Integral/I-2000 bekannt. Die Shafagh befindet sich derzeit vermutlich noch in einer frühen Entwicklungsphase. Es ist derzeit unklar, ob Russland weiterhin an der Entwicklung beteiligt ist.
Auch das Raketenprogramm ist der Organisation der Verteidigungsindustrie untergeordnet, ebenso mehrere Produktions- und Forschungseinrichtungen, die sich in der Nähe der Stadt Parchin befinden. Dort liegt auch die größte Sprengstoff- und Munitionsfabrik des Landes. Unter anderem werden dort verschiedene Raketen hergestellt, von leichten Panzerabwehrraketen des Typs RAAD (Kopie der 9K11 Maljutka) bis zu Treibstoff für die iranischen Mittelstreckenraketen. Auch Einrichtungen für die Nuklearforschung- und Technik sind nahe Parchin stationiert.
Wegen des Waffenembargos sind die iranischen Rüstungsimporte seit den 1990er Jahren kontinuierlich zurückgegangen. Der Wissenschaftsdienst des US-Kongresses geht davon aus, dass in den Jahren 2002 bis 2005 Waffenimporte im Wert von 2,2 Milliarden US-Dollar abgeschlossen wurden, deren Ausführung aber größtenteils noch aussteht. Mit einem Wert von 1,7 Milliarden Dollar liegt Russland bei den Abschlüssen demnach deutlich an der Spitze der iranischen Handelspartner. Für den Zeitraum von 2008 bis 2011 gibt der Wissenschaftsdienst vereinbarte Waffenimporte im Wert von rund 200 Mio. und für 2012 bis 2015 von rund 600 Mio. US-Dollar an. Ausgeliefert worden seien von 2008 bis 2011 Waffen im Wert von 300 Mio. und von 2012 bis 2015 im Wert von 100 Mio. US-Dollar. Sipri summiert für die Zeit von 1988 bis 2017 Waffenimporte im Wert von gut 9,3 Mrd. US-Dollar. Davon kamen Waffen im Wert von knapp 3,9 Mrd. Euro aus Russland, von knapp 2,5 Mrd. Euro aus China und von rund 1,3 Mrd. Euro aus der Sowjetunion. Auf Waffensysteme verteilt entfielen Importe im Wert von jeweils gut 2,1 Mrd. US-Dollar auf Raketen und Panzerfahrzeuge, knapp 2,1 Mrd. US-Dollar auf Luftfahrzeuge und 1,5 Mrd. US-Dollar auf Wasserfahrzeuge.
Iran selbst versorgt Syrien, die libanesische Hisbollah, mehrere militante Gruppen in der Region sowie seit 2014 den Irak mit Waffen. So stammten die Panzerabwehrraketen vom Typ 9K115-2 Metis-M, mit denen die Hisbollah im Libanonkrieg 2006 mehrere israelische Panzer vom Typ Merkava zerstörte oder beschädigte, aus iranischen Beständen. Gleiches gilt für die Seezielrakete vom Typ C-802, mit der eine israelische Korvette schwer beschädigt wurde.

## Rekrutierung und Ausbildung
Alle männlichen Iraner sind wehrpflichtig. Mit 19 Jahren müssen sie ihren Waffendienst antreten, Freiwillige können dies bereits mit 16 Jahren. Für die Basidsch liegt das Mindestalter bei 15 Jahren. Nach den 18 Monaten Wehrpflicht besteht sechs Jahre Bereitschaftsreserve, acht Jahre Reserve erster Ordnung und neun Jahre Reserve zweiter Ordnung. 2006 gehörten rund 220.000 aktive Wehrpflichtige den iranischen Streitkräften an, die ausschließlich im Heer eingesetzt waren.
Mittlerweile überlegt die iranische Regierung die Wehrpflicht aufgrund der hohen Kosten und der enormen psychischen Belastung auszusetzen und durch ein System auf freiwilliger Basis zu ersetzen. Es sollen statt wie bisher 2 Jahre eine Rekrutierung von 5 Jahren durchgesetzt werden, um die Armee effizienter zu machen.
Ferner existieren Programme für ein militärisches Training von Frauen auf freiwilliger Basis. Allerdings nimmt die reguläre Armee keine weiblichen Kämpfer auf. Ob und wie militärisch ausgebildete Frauen in eigene Strukturen gegliedert sind, ist unbekannt.
Die zentrale Ausbildungseinrichtung für iranische Offiziere sind die Militärakademie in Teheran, eine Fernmelde-Schule in Schiras und für die Marine die Seeakademie in Nouschahr am Kaspischen Meer.

## Geschichte

### Armee
Die Gründung der iranischen Armee geht auf Reza Khan, den späteren Reza Schah Pahlavi, zurück. Vor seiner Regentschaft gab es in Iran eine Persische Gendarmerie, die von schwedischen Offizieren geführt wurde, eine Persische Kosakenbrigade, die russische Offiziere an der Spitze hatte und eine von der Österreichisch-ungarischen Militärmission in Persien aufgebautes Korps. Reza Khan hatte als Verteidigungsminister unter Premierminister Ahmad Qavām im Dezember 1921 eine Parlamentskommission gegründet, die die Grundstruktur der neuen iranischen Armee ausarbeitete. Mit Tagesbefehl vom 5. Januar 1922 wurden sämtliche militärische Einheiten in die neu gegründete iranische Armee überführt. Die neue Armee sollte aus fünf Divisionen mit je 10.000 Mann bestehen. Von Beginn an förderte Reza Schah die Ausbildung iranischer Offiziere an europäischen Militärakademien, vor allem in Frankreich an der Militärschule Saint-Cyr.
Im Zweiten Weltkrieg wurde Iran im Rahmen der anglo-sowjetischen Invasion im August 1941 von britischen und sowjetischen Truppen besetzt. Die Niederlage der iranischen Armee führte zur Abdankung Reza Schahs zu Gunsten seines Sohnes Mohammad Reza Pahlavi. Die Sicherung des Persischen Korridors, der während des Zweiten Weltkrieges dem Transport von militärischer Ausrüstung an die Rote Armee diente, wurde dann von US-amerikanischen Truppen, dem Persian Gulf Command, übernommen. Nach der Irankrise des Jahres 1946 und dem Ausbruch des Kalten Krieges sagte Präsident Harry S. Truman allen Völkern, deren Freiheit von militanten Minderheiten oder durch einen äußeren Druck bedroht ist, Beistand zu. Die als Truman-Doktrin bekannt gewordene Erklärung war der Beginn der Militärhilfe für Iran.
Damit wuchs der Einfluss von US-Militärberatern auf die iranische Armee. Zahlreiche iranische Offiziere studierten an Militärakademien in den USA. Ihren Höhepunkt erreichte die amerikanische Militärhilfe von 1973 bis zur islamischen Revolution 1979. In diesen sechs Jahren waren viele Beraterteams im Land aktiv, so dass Iran über die größte US-Militärberatermission der Welt verfügte (1978: rund 1500 Mitglieder). Gleichzeitig stieg auch die Mannschaftsstärke der iranischen Armee deutlich an. Die Militärhilfe der USA für Iran wird für den Zeitraum von 1947 bis 1969 auf rund 1,4 Milliarden US-Dollar geschätzt. Im Zentrum der materiellen Aufrüstung stand die Luftwaffe, die am Ende der Schah-Ära die modernste Teilstreitkraft war. Zwischen 1950 und 1979 wurden rund 11.000 Angehörige des iranischen Militärs in den USA geschult. Im gleichen Zeitraum exportierten die Vereinigten Staaten Rüstungsgüter im Wert von rund 10,7 Milliarden Dollar nach Iran. Die eigene Rüstungsproduktion wurde von der Militärindustrie-Organisation gesteuert war, die dem Verteidigungsministerium untergeordnet war. Hergestellt wurde vor allem Munition für Infanteriewaffen.
1977 wurde der zentrale Militärhafen von Chorramschahr nach Bandar Abbas verlegt. Ebenfalls 1977 begann das Raketenprogramm mit der Operation Flower, einem Abkommen zwischen Israel und Iran zum Aufbau eines iranischen Raketenprogramms. „1978 liefert der Iran Öl im Wert von 280 Millionen Dollar an Israel. Experten beider Länder beginnen mit dem Aufbau einer Raketenfabrik in der Nähe von Sirdschan im südlichen Iran und einer Testanlage bei Rafsandschan“. 1979, mit dem Sturz des Schahs, wurde Operation Flower eingestellt.
Die islamische Revolution führte 1979 zu einer massiven Desertionswelle, bei der alleine das Heer schätzungsweise 60 Prozent seiner Angehörigen verlor.
Nachdem die Revolution die Verbindungen zwischen den USA und Iran unterbrochen und ein Waffenembargo verhängt hatte, wurde die Sowjetunion zum wichtigsten militärischen Partner des Landes. US-Quellen schätzen den Wert der Waffengeschäfte zwischen Iran und der Sowjetunion beziehungsweise Russland von 1979 bis 2005 auf zwei bis vier Milliarden Dollar. Gleichzeitig kaufte Iran weiter amerikanische Waffensysteme sowie Ersatzteile und Munition für die zahlreichen in seinem Besitz befindlichen Systeme aus US-Quellen. Diese Geschäfte wurden unter anderem über Israel, europäische und südamerikanische Länder abgewickelt. Seit 1979 verhinderten US-Behörden amerikanische Waffenverkäufe an Iran in Höhe von rund zwei Milliarden Dollar. Allerdings betrieb auch die US-Regierung selbst weiter inoffizielle Waffengeschäfte, die unter der Bezeichnung Iran-Contra-Affäre bekannt wurden.
In den 1980er Jahren überholten die Volksrepublik China und Nordkorea die Sowjetunion als wichtigsten Rüstungspartner Irans. Die genaue Größe dieser Waffengeschäfte ist unbekannt. Darüber hinaus schlossen mehrere westeuropäische Staaten trotz des Embargos offizielle Waffengeschäfte mit Iran ab. Eine weitere Quelle für Rüstungsgüter waren illegale Geschäfte mit Waffenhändlern in zahlreichen westlichen Staaten.
Am 25. Oktober 2005 schoss Iran den Spionagesatellit Sinah-1 auf einer russischen Trägerrakete in eine Umlaufbahn.
Von 1980 bis 1988 bekämpften sich Iran und Irak im Ersten Golfkrieg. Armee und Pasdaran wuchsen von 235.000 Mann im Jahr 1982 auf die größte Stärke von 704.500 Mann 1986. Während des Krieges wurden auch die Kommandostrukturen modernisiert. Unter anderem wurden sowohl regionale als auch übergreifende Strukturen geschaffen, die sowohl hohe Offiziere der Revolutionären Garden als auch des regulären Militärs enthielten. US-Schätzungen gehen davon aus, dass der Irak in den acht Kriegsjahren zwischen 40 und 60 Prozent der iranischen Militärkapazität vernichtete, sowohl an Soldaten als auch an Material.
Im September 2006 bezeichnete General John Abizaid, damaliger Chef des United States Central Command, Iran als stärkste Militärmacht im Nahen Osten, mit Ausnahme Israels und der USA.

### Pasdaran
Bei ihrer Aufstellung betrug die Personalstärke der Pasdaran rund 30.000 Mann, kurz vor dem Ende des Ersten Golfkriegs erreichte sie bereits annähernd 350.000 Mann. Bis zu diesem Zeitpunkt bestand die Garde vor allem aus kleinen, voneinander unabhängig operierenden Einheiten bis hin zur Bataillonsstärke, die sich zum größten Teil aus Mitgliedern der iranischen Hezbollah rekrutieren ließ.
Der Aufbau einer klassischen militärischen Struktur sowie die Ausstattung mit Marine- und Luftwaffensystemen erfolgte ebenfalls in der Endphase des Ersten Golfkrieges, besonders in den Monaten August und September 1988. Vor allem die Pasdaran-Marine wuchs schnell und kontrollierte bald große Teile des nördlichen Persischen Golfs. Die Luftwaffe der Revolutionären Garden ist seit Mitte der 1990er Jahre praktisch bedeutungslos geworden, da neue Flugzeugmodelle fast ausschließlich an die reguläre Luftwaffe ausgeliefert werden.
Erster Kommandant der Pasdaran war Abbas Zamani, genannt Abu Scharif, der zuvor die Hisbollah im Libanon gegründet hatte. 1980 griffen die ersten Pasdaran-Einheiten aktiv in den Ersten Golfkrieg ein, zunächst vor allem gegen kurdische Rebellen in Nordwestiran, später auf allen Kriegsschauplätzen. Ab 1982 kämpften rund 1000 Pasdaran-Angehörige im libanesischen Bürgerkrieg, vor allem im Bekaa-Tal.
Die US-Regierung wirft vor allem der Quds-Einheit vor, Aufständische im Irak mit Waffen versorgt zu haben, die diese während der Besetzung des Irak 2003–2011 auch gegen US-Einheiten einsetzten. Eine ähnliche Rolle hat sie vermutlich im Libanonkrieg 2006 gespielt.